# Премія «Оскар» за найкращий звук
Премія «Оскар» за найкращий звук — нагорода, яку з 1930 року щорічно присуджує Академія кінематографічних мистецтв і наук за найкраще і найбільш органічне звукове зведення фільму (тексту, синхронних та несинхронних шумів, музики) звукорежисерам зведення і перезапису.
У перший рік існування цієї категорії (3-я церемонія вручення премії «Оскар») у списку номінантів і переможців вказувалися лише назви фільмів і кінокомпаній, які були залучені до їхнього виробництва. Коли оголошували переможця нагороди, вказували також імена, що були пов'язані з перемогою фільму.
З квітня 2020 року на прохання Звукового відділення категорію «Найкращий звук» та «Найкращий звуковий монтаж» об'єднали в одну категорію «Премія «Оскар» за найкращий звук».
Номінація мала різні назви: Найкращий запис звуку, Найкращий звук.

## Нагороди та номінації

### 1930-ті
| Рік              | Фільм                                                 | Номінації                                                           |
| ---------------- | ----------------------------------------------------- | ------------------------------------------------------------------- |
| 1929–1930 (3-тя) | Найкращий запис звуку                                 | Найкращий запис звуку                                               |
| 1929–1930 (3-тя) | ★ «Казенний будинок»                                  | Metro-Goldwyn-Mayer Studio Sound Department, Дуглас Ширер           |
| 1929–1930 (3-тя) | «Випадок із сержантом Гріша»                          | RKO Radio Studio Sound Department, Джон Тріббі                      |
| 1929–1930 (3-тя) | «Парад кохання»                                       | Paramount Famous Lasky Studio Sound Department, Франклін Гансен     |
| 1929–1930 (3-тя) | «Лотерея»                                             | United Artists Studio Sound Department, Оскар Лагерстром            |
| 1929–1930 (3-тя) | «Пісня полум'я»                                       | First National Studio Sound Department, Джордж Гровс                |
| 1930–1931 (4-та) | Найкращий запис звуку                                 | Найкращий запис звуку                                               |
| 1930–1931 (4-та) | ★ Paramount Publix Studio Sound Department            |                                                                     |
| 1930–1931 (4-та) | Metro-Goldwyn-Mayer Studio Sound Department           |                                                                     |
| 1930–1931 (4-та) | RKO Radio Studio Sound Department                     |                                                                     |
| 1930–1931 (4-та) | Samuel Goldwyn-United Artists Studio Sound Department |                                                                     |
| 1931–1932 (5-та) | Найкращий запис звуку                                 | Найкращий запис звуку                                               |
| 1931–1932 (5-та) | ★ Paramount Publix Studio Sound Department            |                                                                     |
| 1931–1932 (5-та) | Metro-Goldwyn-Mayer Studio Sound Department           |                                                                     |
| 1931–1932 (5-та) | RKO Radio Studio Sound Department                     |                                                                     |
| 1931–1932 (5-та) | Warner Bros.-First National Studio Sound Department   |                                                                     |
| 1932–1933 (6-та) | Найкращий запис звуку                                 | Найкращий запис звуку                                               |
| 1932–1933 (6-та) | ★ «Прощавай, зброє»                                   | Paramount Studio Sound Department, Франклін Гансен                  |
| 1932–1933 (6-та) | «42-га вулиця»                                        | Warner Bros. Studio Sound Department, Натан Левінсон                |
| 1932–1933 (6-та) | «Золотошукачі 1933 року»                              | Warner Bros. Studio Sound Department, Натан Левінсон                |
| 1932–1933 (6-та) | «Я — втікач-каторжанин»                               | Warner Bros. Studio Sound Department, Натан Левінсон                |
| 1934 (7-ма)      | Найкращий запис звуку                                 | Найкращий запис звуку                                               |
| 1934 (7-ма)      | ★ «Одна ніч кохання»                                  | Columbia Studio Sound Department, Джон Лівадарі                     |
| 1934 (7-ма)      | «Романи Челліні»                                      | United Artists Studio Sound Department, Томас Моултон               |
| 1934 (7-ма)      | «Клеопатра»                                           | Paramount Studio Sound Department, Франклін Гансен                  |
| 1934 (7-ма)      | «Доріжка флірту»                                      | Warner Bros.-First National Studio Sound Department, Натан Левінсон |
| 1934 (7-ма)      | «Веселе розлучення»                                   | RKO Radio Studio Sound Department, Карл Дрегер                      |
| 1934 (7-ма)      | «Імітація життя»                                      | Universal Studio Sound Department, Теодор Содерберг                 |
| 1934 (7-ма)      | «Хай живе Вілья!»                                     | Metro-Goldwyn-Mayer Studio Sound Department, Дуглас Ширер           |
| 1934 (7-ма)      | «Парад білих халатів»                                 | Fox Studio Sound Department, Едмунд Гансен                          |
| 1935 (8-ма)      | Найкращий запис звуку                                 | Найкращий запис звуку                                               |
| 1935 (8-ма)      | ★ «Примхлива Марієтта»                                | Metro-Goldwyn-Mayer Studio Sound Department, Дуглас Ширер           |
| 1935 (8-ма)      | «Наречена Франкенштейна»                              | Universal Studio Sound Department, Гілберт Курленд                  |
| 1935 (8-ма)      | «Одіссея капітана Блада»                              | Warner Bros.-First National Studio Sound Department, Натан Левінсон |
| 1935 (8-ма)      | «Темний ангел»                                        | United Artists Studio Sound Department, Томас Моултон               |
| 1935 (8-ма)      | «Я занадто багато мрію»                               | RKO Radio Studio Sound Department, Карл Дрегер                      |
| 1935 (8-ма)      | «Життя Бенгальського улана»                           | Paramount Studio Sound Department, Франклін Гансен                  |
| 1935 (8-ма)      | «Кохай мене вічно»                                    | Columbia Studio Sound Department, Джон Лівадарі                     |
| 1935 (8-ма)      | «1000 доларів за хвилину»                             | Republic Studio Sound Department                                    |
| 1935 (8-ма)      | «Мільйон подяк»                                       | 20th Century-Fox Studio Sound Department, Едмунд Гансен             |
| 1936 (9-та)      | Найкращий запис звуку                                 | Найкращий запис звуку                                               |
| 1936 (9-та)      | ★ «Сан-Франциско»                                     | Metro-Goldwyn-Mayer Studio Sound Department, Дуглас Ширер           |
| 1936 (9-та)      | «Банджо на моєму коліні»                              | 20th Century-Fox Studio Sound Department, Едмунд Гансен             |
| 1936 (9-та)      | «Атака легкої кавалерії»                              | Warner Bros. Studio Sound Department, Натан Левінсон                |
| 1936 (9-та)      | «Додсворт»                                            | United Artists Studio Sound Department, Томас Моултон               |
| 1936 (9-та)      | «Генерал Спанкі»                                      | Hal Roach Studio Sound Department, Елмер Рагузе                     |
| 1936 (9-та)      | «Містер Дідс переїжджає до міста»                     | Columbia Studio Sound Department, Джон Лівадарі                     |
| 1936 (9-та)      | «Техаські рейнджери»                                  | Paramount Studio Sound Department, Франклін Гансен                  |
| 1936 (9-та)      | «Ця дівчина з Парижа»                                 | RKO Radio Studio Sound Department, Джон Альберг                     |
| 1936 (9-та)      | «Три милі дівчини»                                    | Universal Studio Sound Department, Гомер Таскер                     |
| 1937 (10-та)     | Найкращий запис звуку                                 | Найкращий запис звуку                                               |
| 1937 (10-та)     | ★ «Ураган»                                            | United Artists Studio Sound Department, Томас Моултон               |
| 1937 (10-та)     | «Дівчина, яка говорить ні»                            | Grand National Studio Sound Department, А. Е. Кей                   |
| 1937 (10-та)     | «До нових висот»                                      | RKO Radio Studio Sound Department, Джон Альберг                     |
| 1937 (10-та)     | «В старому Чикаго»                                    | 20th Century-Fox Studio Sound Department, Едмунд Гансен             |
| 1937 (10-та)     | «Життя Еміля Золя»                                    | Warner Bros. Studio Sound Department, Натан Левінсон                |
| 1937 (10-та)     | «Втрачений горизонт»                                  | Columbia Studio Sound Department, Джон Лівадарі                     |
| 1937 (10-та)     | «Травневі дні»                                        | Metro-Goldwyn-Mayer Studio Sound Department, Дуглас Ширер           |
| 1937 (10-та)     | «Сто чоловіків і одна дівчина»                        | Universal Studio Sound Department, Гомер Таскер                     |
| 1937 (10-та)     | «Топпер»                                              | Hal Roach Studio Sound Department, Елмер Рагузе                     |
| 1937 (10-та)     | «Веллс Фарґо»                                         | Paramount Studio Sound Department, Лорен Райдер                     |
| 1938 (11-та)     | Найкращий запис звуку                                 | Найкращий запис звуку                                               |
| 1938 (11-та)     | ★ «Ковбой і леді»                                     | United Artists Studio Sound Department, Томас Моултон               |
| 1938 (11-та)     | «Армійська дівчинка»                                  | Republic Studio Sound Department, Чарльз Л. Лоутенс                 |
| 1938 (11-та)     | «Чотири доньки»                                       | Warner Bros. Studio Sound Department, Натан Левінсон                |
| 1938 (11-та)     | «Якби я був королем»                                  | Paramount Studio Sound Department, Лорен Райдер                     |
| 1938 (11-та)     | «Весело ми живемо»                                    | Hal Roach Studio Sound Department, Елмер Рагузе                     |
| 1938 (11-та)     | «Суец»                                                | 20th Century-Fox Studio Sound Department, Едмунд Гансен             |
| 1938 (11-та)     | «Закохані»                                            | Metro-Goldwyn-Mayer Studio Sound Department, Дуглас Ширер           |
| 1938 (11-та)     | «Той самий вік»                                       | Universal Studio Sound Department, Бернард Браун                    |
| 1938 (11-та)     | «Живуча леді»                                         | RKO Radio Studio Sound Department, Джон Альберг                     |
| 1938 (11-та)     | «З собою не забрати»                                  | Columbia Studio Sound Department, Джон Лівадарі                     |
| 1939 (12-та)     | Найкращий запис звуку                                 | Найкращий запис звуку                                               |
| 1939 (12-та)     | ★ «Коли настане завтра»                               | Universal Studio Sound Department, Бернард Браун                    |
| 1939 (12-та)     | «Балалайка»                                           | Metro-Goldwyn-Mayer Studio Sound Department, Дуглас Ширер           |
| 1939 (12-та)     | «Звіяні вітром»                                       | Samuel Goldwyn Studio Sound Department, Томас Моултон               |
| 1939 (12-та)     | «До побачення, містер Чіпс»                           | Denham Studio Sound Department, Е. В. Воткінз                       |
| 1939 (12-та)     | «Великий Виктор Герберт»                              | Paramount Studio Sound Department, Лорен Райдер                     |
| 1939 (12-та)     | «Горбань із Нотр-Дама»                                | RKO Radio Studio Sound Department, Джон Альберг                     |
| 1939 (12-та)     | «Завойовник»                                          | Republic Studio Sound Department, Чарльз Л. Лоутенс                 |
| 1939 (12-та)     | «Містер Сміт вирушає до Вашингтона»                   | Columbia Studio Sound Department, Джон Лівадарі                     |
| 1939 (12-та)     | «Про людей та мишей»                                  | Hal Roach Studio Sound Department, Елмер Рагузе                     |
| 1939 (12-та)     | «Приватне життя Єлизавети та Ессекса»                 | Warner Bros. Studio Sound Department, Натан Левінсон                |
| 1939 (12-та)     | «Прийшли дощі»                                        | 20th Century-Fox Studio Sound Department, Едмунд Гансен             |

### 1940-ві
| Рік          | Фільм                            | Номінації                                                      |
| ------------ | -------------------------------- | -------------------------------------------------------------- |
| 1940 (13-та) | Найкращий запис звуку            | Найкращий запис звуку                                          |
| 1940 (13-та) | ★ «Грайте, музиканти»            | Metro-Goldwyn-Mayer Studio Sound Department, Дуглас Ширер      |
| 1940 (13-та) | «Поза новинами»                  | Republic Studio Sound Department, Чарльз Л. Лоутенс            |
| 1940 (13-та) | «Увага капітана»                 | Hal Roach Studio Sound Department, Елмер Рагузе                |
| 1940 (13-та) | «Грона гніву»                    | 20th Century-Fox Studio Sound Department, Едмунд Гансен        |
| 1940 (13-та) | «Говарди з Вірджинії»            | General Service Sound Department, Джек Вітні                   |
| 1940 (13-та) | «Кітті Фойл»                     | RKO Radio Studio Sound Department, Джон Альберг                |
| 1940 (13-та) | «Північно-західна кінна поліція» | Paramount Studio Sound Department, Лорен Райдер                |
| 1940 (13-та) | «Наше містечко»                  | Samuel Goldwyn Studio Sound Department, Томас Моултон          |
| 1940 (13-та) | «Морський яструб»                | Warner Bros. Studio Sound Department, Натан Левінсон           |
| 1940 (13-та) | «Весняний парад»                 | Universal Studio Sound Department, Бернард Браун               |
| 1940 (13-та) | «Занадто багато чоловіків»       | Columbia Studio Sound Department, Джон Лівадарі                |
| 1941 (14-та) | Найкращий запис звуку            | Найкращий запис звуку                                          |
| 1941 (14-та) | ★ «Леді Гамільтон»               | General Service Sound Department, Джек Вітні                   |
| 1941 (14-та) | «Призначення любові»             | Universal Studio Sound Department, Бернард Браун               |
| 1941 (14-та) | «Вогняна куля»                   | Samuel Goldwyn Studio Sound Department, Томас Моултон          |
| 1941 (14-та) | «Шоколадний солдатик»            | Metro-Goldwyn-Mayer Studio Sound Department, Дуглас Ширер      |
| 1941 (14-та) | «Громадянин Кейн»                | RKO Radio Studio Sound Department, Джон Альберг                |
| 1941 (14-та) | «Диявол окупається»              | Republic Studio Sound Department, Чарльз Л. Лоутенс            |
| 1941 (14-та) | «Якою зеленою була моя долина»   | 20th Century-Fox Studio Sound Department, Едмунд Гансен        |
| 1941 (14-та) | «Чоловіки в її житті»            | Columbia Studio Sound Department, Джон Лівадарі                |
| 1941 (14-та) | «Сержант Йорк»                   | Warner Bros. Studio Sound Department, Натан Левінсон           |
| 1941 (14-та) | «Жайворонок»                     | Paramount Studio Sound Department, Лорен Райдер                |
| 1941 (14-та) | «Топпер повертається»            | Hal Roach Studio Sound Department, Елмер Рагузе                |
| 1942 (15-та) | Найкращий запис звуку            | Найкращий запис звуку                                          |
| 1942 (15-та) | ★ «Янкі Дудл Денді»              | Warner Bros. Studio Sound Department, Натан Левінсон           |
| 1942 (15-та) | «Арабські ночі»                  | Universal Studio Sound Department, Бернард Браун               |
| 1942 (15-та) | «Бембі»                          | Walt Disney Studio Sound Department, Сем Слайфілд              |
| 1942 (15-та) | «Літаючі тигри»                  | Republic Studio Sound Department, Деніел Блумберг              |
| 1942 (15-та) | «Дружні вороги»                  | Sound Service, Inc., Джек Вітні                                |
| 1942 (15-та) | «Золота лихоманка»               | RCA Sound, Джеймс Філдс                                        |
| 1942 (15-та) | «Місіс Мінівер»                  | Metro-Goldwyn-Mayer Studio Sound Department, Дуглас Ширер      |
| 1942 (15-та) | «Одного разу в медовий місяць»   | RKO Radio Studio Sound Department, Стів Данн                   |
| 1942 (15-та) | «Гордість Янкі»                  | Samuel Goldwyn Studio Sound Department, Томас Моултон          |
| 1942 (15-та) | «Шлях на Марокко»                | Paramount Studio Sound Department, Лорен Райдер                |
| 1942 (15-та) | «Це понад усе»                   | 20th Century-Fox Studio Sound Department, Едмунд Гансен        |
| 1942 (15-та) | «Ти ніколи не була милішою»      | Columbia Studio Sound Department, Джон Лівадарі                |
| 1943 (16-та) | Найкращий запис звуку            | Найкращий запис звуку                                          |
| 1943 (16-та) | ★ «Ця земля моя»                 | RKO Radio Studio Sound Department, Стів Данн                   |
| 1943 (16-та) | «Кати теж помирають»             | Sound Service, Inc., Джек Вітні                                |
| 1943 (16-та) | «В старій Оклахомі»              | Republic Studio Sound Department, Деніел Блумберг              |
| 1943 (16-та) | «Мадам Кюрі»                     | Metro-Goldwyn-Mayer Studio Sound Department, Дуглас Ширер      |
| 1943 (16-та) | «Північна зірка»                 | Samuel Goldwyn Studio Sound Department, Томас Моултон          |
| 1943 (16-та) | «Привид опери»                   | Universal Studio Sound Department, Бернард Браун               |
| 1943 (16-та) | «Прагнучи високо»                | Paramount Studio Sound Department, Лорен Райдер                |
| 1943 (16-та) | «Сахара»                         | Columbia Studio Sound Department, Джон Лівадарі                |
| 1943 (16-та) | «Привіт, друзі!»                 | Walt Disney Studio Sound Department, Сем Слайфілд              |
| 1943 (16-та) | «Ось і Вашингтон»                | RCA Sound, Джеймс Філдс                                        |
| 1943 (16-та) | «Пісня Бернадетти»               | 20th Century-Fox Studio Sound Department, Едмунд Гансен        |
| 1943 (16-та) | «Це армія»                       | Warner Bros. Studio Sound Department, Натан Левінсон           |
| 1944 (17-та) | Найкращий запис звуку            | Найкращий запис звуку                                          |
| 1944 (17-та) | ★ «Вільсон»                      | 20th Century-Fox Studio Sound Department, Едмунд Гансен        |
| 1944 (17-та) | «Бразилія»                       | Republic Studio Sound Department, Деніел Блумберг              |
| 1944 (17-та) | «Казанова Браун»                 | Samuel Goldwyn Studio Sound Department, Томас Моултон          |
| 1944 (17-та) | «Дівчина з обкладинки»           | Columbia Studio Sound Department, Джон Лівадарі                |
| 1944 (17-та) | «Подвійна страховка»             | Paramount Studio Sound Department, Лорен Райдер                |
| 1944 (17-та) | «Сестра його дворецького»        | Universal Studio Sound Department, Бернард Браун               |
| 1944 (17-та) | «Голлівудська їдальня»           | Warner Bros. Studio Sound Department, Натан Левінсон           |
| 1944 (17-та) | «Це сталося завтра»              | Sound Service, Inc., Джек Вітні                                |
| 1944 (17-та) | «Кісмет»                         | Metro-Goldwyn-Mayer Studio Sound Department, Дуглас Ширер      |
| 1944 (17-та) | «Музика на Манхеттені»           | RKO Radio Studio Sound Department, Стів Данн                   |
| 1944 (17-та) | «Голос на вітрі»                 | RCA Sound, Джеймс Філдс                                        |
| 1945 (18-та) | Найкращий запис звуку            | Найкращий запис звуку                                          |
| 1945 (18-та) | ★ «Дзвони Святої Марії»          | RKO Radio Studio Sound Department, Стів Данн                   |
| 1945 (18-та) | «Полум'я Барбарського узбережжя» | Republic Studio Sound Department, Деніел Блумберг              |
| 1945 (18-та) | «Леді в поїзді»                  | Universal Studio Sound Department, Бернард Браун               |
| 1945 (18-та) | «Бог їй суддя»                   | 20th Century-Fox Studio Sound Department, Томас Моултон        |
| 1945 (18-та) | «Рапсодія в стилі блюз»          | Warner Bros. Studio Sound Department, Натан Левінсон           |
| 1945 (18-та) | «Пісня на пам'ять»               | Columbia Studio Sound Department, Джон Лівадарі                |
| 1945 (18-та) | «Житель півдня»                  | General Service, Джек Вітні                                    |
| 1945 (18-та) | «Вони були незамінними»          | Metro-Goldwyn-Mayer Studio Sound Department, Дуглас Ширер      |
| 1945 (18-та) | «Три Кабальєро»                  | Walt Disney Studio Sound Department, Сем Слайфілд              |
| 1945 (18-та) | Три — це сім'я                   | RCA Sound, В. Вольфе                                           |
| 1945 (18-та) | «Невидимий»                      | Paramount Studio Sound Department, Лорен Райдер                |
| 1945 (18-та) | «Диво-людина»                    | Samuel Goldwyn Studio Sound Department, Гордон Сойєр           |
| 1946 (19-та) | Найкращий запис звуку            | Найкращий запис звуку                                          |
| 1946 (19-та) | ★ «Історія Джолсона»             | Columbia Studio Sound Department, Джон Лівадарі                |
| 1946 (19-та) | «Найкращі роки нашого життя»     | Samuel Goldwyn Studio Sound Department, Гордон Сойєр           |
| 1946 (19-та) | «Це дивовижне життя»             | RKO Radio Studio Sound Department, Джон Альберг                |
| 1947 (20-та) | Найкращий запис звуку            | Найкращий запис звуку                                          |
| 1947 (20-та) | ★ «Дружина єпископа»             | Samuel Goldwyn Studio Sound Department, Гордон Сойєр           |
| 1947 (20-та) | «Вулиця Грін Долфін»             | Metro-Goldwyn-Mayer Studio Sound Department, Дуглас Ширер      |
| 1947 (20-та) | «Люди-Т»                         | Sound Service, Inc., Джек Вітні                                |
| 1948 (21-ша) | Найкращий запис звуку            | Найкращий запис звуку                                          |
| 1948 (21-ша) | ★ «Зміїна яма»                   | 20th Century-Fox Studio Sound Department, Томас Моултон        |
| 1948 (21-ша) | «Джонні Белінда»                 | Warner Bros. Studio Sound Department, Натан Левінсон           |
| 1948 (21-ша) | «Схід місяця»                    | Republic Studio Sound Department, Деніел Блумберг              |
| 1949 (22-га) | Найкращий запис звуку            | Найкращий запис звуку                                          |
| 1949 (22-га) | ★ «Вертикальний зліт»            | 20th Century-Fox Studio Sound Department, Томас Моултон        |
| 1949 (22-га) | «Ще раз, моя мила»               | Universal-International Studio Sound Department, Леслі Т. Кері |
| 1949 (22-га) | «Піски Іводзіми»                 | Republic Studio Sound Department, Деніел Блумберг              |

### 1950-ті
| Рік          | Фільм                                | Номінації                                                                                          |
| ------------ | ------------------------------------ | -------------------------------------------------------------------------------------------------- |
| 1950 (23-тя) | Найкращий запис звуку                | Найкращий запис звуку                                                                              |
| 1950 (23-тя) | ★ «Все про Єву                       | 20th Century-Fox Studio Sound Department, Томас Моултон                                            |
| 1950 (23-тя) | «Попелюшка»                          | Walt Disney Studio Sound Department, Сем Слайфілд                                                  |
| 1950 (23-тя) | «Луїза»                              | Universal-International Studio Sound Department, Леслі Т. Кері                                     |
| 1950 (23-тя) | «Наш власний»                        | Samuel Goldwyn Studio Sound Department, Гордон Сойєр                                               |
| 1950 (23-тя) | «Тріо»                               | Pinewood Studio Sound Department, Кирил Крохерст                                                   |
| 1951 (24-та) | Найкращий запис звуку                | Найкращий запис звуку                                                                              |
| 1951 (24-та) | ★ «Великий Карузо                    | Metro-Goldwyn-Mayer Studio Sound Department, Дуглас Ширер                                          |
| 1951 (24-та) | «Блискуча перемога»                  | Universal-International Studio Sound Department, Леслі Т. Кері                                     |
| 1951 (24-та) | «Я тебе хочу»                        | Samuel Goldwyn Studio Sound Department, Гордон Сойєр                                               |
| 1951 (24-та) | «Трамвай „Бажання“»                  | Warner Bros. Studio Sound Department, Натан Левінсон                                               |
| 1951 (24-та) | «Два квитки на Бродвей»              | RKO Studio Sound Department, Джон Альберг                                                          |
| 1952 (25-та) | Найкращий запис звуку                | Найкращий запис звуку                                                                              |
| 1952 (25-та) | ★ «Звуковий бар'єр                   | London Film Sound Department                                                                       |
| 1952 (25-та) | «Ганс Крістіан Андерсен»             | Samuel Goldwyn Studio Sound Department, Гордон Сойєр                                               |
| 1952 (25-та) | «Спритник»                           | Pinewood Studio Sound Department                                                                   |
| 1952 (25-та) | «Тиха людина»                        | Republic Studio Sound Department, Деніел Блумберг                                                  |
| 1952 (25-та) | «З піснею в моєму серці»             | 20th Century-Fox Studio Sound Department, Томас Моултон                                            |
| 1953 (26-та) | Найкращий запис звуку                | Найкращий запис звуку                                                                              |
| 1953 (26-та) | ★ «Звідси у вічність                 | Columbia Studio Sound Department, Джон Лівадарі                                                    |
| 1953 (26-та) | «Нещастя Джейн»                      | Warner Bros. Studio Sound Department, Вільям А. Мюллер                                             |
| 1953 (26-та) | «Лицарі круглого столу»              | Metro-Goldwyn-Mayer Studio Sound Department, Е. В. Воткінз                                         |
| 1953 (26-та) | «Гравець з Міссісіпі»                | Universal-International Studio Sound Department, Леслі Т. Кері                                     |
| 1953 (26-та) | «Війна світів»                       | Paramount Studio Sound Department, Лорен Райдер                                                    |
| 1954 (27-ма) | Найкращий запис звуку                | Найкращий запис звуку                                                                              |
| 1954 (27-ма) | ★ «Історія Глена Міллера»            | Universal-International Studio Sound Department, Леслі Т. Кері                                     |
| 1954 (27-ма) | «Бригадун»                           | Metro-Goldwyn-Mayer Studio Sound Department, Веслі Міллер                                          |
| 1954 (27-ма) | «Заколот на „Кейні“»                 | Columbia Studio Sound Department, Джон Лівадарі                                                    |
| 1954 (27-ма) | «Вікно у двір»                       | Paramount Studio Sound Department, Лорен Райдер                                                    |
| 1954 (27-ма) | «Тут спала Сьюзен»                   | RKO Studio Sound Department, Джон Альберг                                                          |
| 1955 (28-ма) | Найкращий запис звуку                | Найкращий запис звуку                                                                              |
| 1955 (28-ма) | ★ «Оклахома!»                        | Todd-AO Studio Sound Department, Фред Хайнс                                                        |
| 1955 (28-ма) | «Кохання — найчудовіша річ на світі» | 20th Century-Fox Studio Sound Department, Карлтон В. Фолкнер                                       |
| 1955 (28-ма) | «Люби мене або лиши мене»            | Metro-Goldwyn-Mayer Studio Sound Department, Веслі С. Міллер                                       |
| 1955 (28-ма) | «Містер Робертс»                     | Warner Bros. Studio Sound Department, Вільям А. Мюллер                                             |
| 1955 (28-ма) | «Не як чужий»                        | Radio Corporation of America Sound Department, Вотсон Джонс                                        |
| 1956 (29-та) | Найкращий запис звуку                | Найкращий запис звуку                                                                              |
| 1956 (29-та) | ★ «Король і Я»                       | 20th Century-Fox Studio Sound Department, Карлтон В. Фолкнер                                       |
| 1956 (29-та) | «Сміливець»                          | King Bros. Productions, Inc. Sound Department, Бадді Майерс                                        |
| 1956 (29-та) | «Історія Едді Дучина»                | Columbia Studio Sound Department, Джон Лівадарі                                                    |
| 1956 (29-та) | «Дружнє переконання»                 | Westrex Sound Services, Inc., Гордон Гленнан; Samuel Goldwyn Studio Sound Department, Гордон Сойєр |
| 1956 (29-та) | «Десять заповідей»                   | Paramount Studio Sound Department, Лорен Райдер                                                    |
| 1957 (30-та) | Найкращий запис звуку                | Найкращий запис звуку                                                                              |
| 1957 (30-та) | ★ «Сайонара»                         | Warner Bros. Studio Sound Department, Джордж Гроувз                                                |
| 1957 (30-та) | «Перестрілка в О. К. Коррал»         | Paramount Studio Sound Department, Джордж Даттон                                                   |
| 1957 (30-та) | «ДІвчата»                            | Metro-Goldwyn-Mayer Studio Sound Department, Веслі С. Міллер                                       |
| 1957 (30-та) | «Приятель Джої»                      | Columbia Studio Sound Department, Джон Лівадарі                                                    |
| 1957 (30-та) | «Свідок обвинувачення»               | Samuel Goldwyn Studio Sound Department, Гордон Сойєр                                               |
| 1958 (31-ша) | Найкращий звук                       | Найкращий звук                                                                                     |
| 1958 (31-ша) | ★ «Південь Тихого океану»            | Todd-AO Studio Sound Department, Фред Хайнс                                                        |
| 1958 (31-ша) | «Я хочу жити!»                       | Samuel Goldwyn Studio Sound Department, Гордон Сойєр                                               |
| 1958 (31-ша) | «Час любити і час помирати»          | Universal-International Studio Sound Department, Леслі Т. Кері                                     |
| 1958 (31-ша) | «Запаморочення»                      | Paramount Studio Sound Department, Джордж Даттон                                                   |
| 1958 (31-ша) | «Молоді леви»                        | 20th Century-Fox Studio Sound Department, Карл Фолкнер                                             |
| 1959 (32-га) | Найкращий звук                       | Найкращий звук                                                                                     |
| 1959 (32-га) | ★ «Бен-Гур                           | Metro-Goldwyn-Mayer Studio Sound Department, Франклін Мілтон                                       |
| 1959 (32-га) | «Подорож до центру Землі»            | 20th Century-Fox Studio Sound Department, Карл Фолкнер                                             |
| 1959 (32-га) | «Наклеп»                             | Metro-Goldwyn-Mayer Studio Sound Department, А. В. Воткінс                                         |
| 1959 (32-га) | «Історія черниці»                    | Warner Bros. Studio Sound Department, Джордж Гроувз                                                |
| 1959 (32-га) | «Поргі і Бесс»                       | Samuel Goldwyn Studio Sound Department, Гордон Сойєр; Todd-AO Studio Sound Department, Фред Хайнс  |

### 1960-ті
| Рік           | Фільм                                           | Номінації |
| ------------- | ----------------------------------------------- | --- |
| 1960 (33-тя)  | Найкращий звук                                  | Найкращий звук |
| 1960 (33-тя)  | ★ «Форт Аламо»                                  | Todd-AO Sound Department, Fred Hynes; Samuel Goldwyn Studio Sound Department, Гордон Сойєр                                    |
| 1960 (33-тя)  | «Квартира»                                      | Samuel Goldwyn Studio Sound Department, Гордон Сойєр                                                                          |
| 1960 (33-тя)  | «Сімаррон»                                      | Metro-Goldwyn-Mayer Studio Sound Department, Франклін Мілтон                                                                  |
| 1960 (33-тя)  | «Пепе»                                          | Columbia Studio Sound Department, Чарльз Райс                                                                                 |
| 1960 (33-тя)  | «Схід сонця в Кампобелло»                       | Warner Bros. Studio Sound Department, Джордж Гроувз                                                                           |
| 1961 (34-та)  | Найкращий звук                                  | Найкращий звук |
| 1961 (34-та)  | ★ «Вестсайдська історія»                        | Todd-AO Sound Department, Fred Hynes; Samuel Goldwyn Studio Sound Department, Гордон Сойєр                                    |
| 1961 (34-та)  | «Дитяча година»                                 | Samuel Goldwyn Studio Sound Department, Гордон Сойєр                                                                          |
| 1961 (34-та)  | «Пісня барабана квітів»                         | Revue Studio Sound Department, Волдон Ватсон                                                                                  |
| 1961 (34-та)  | «Гармати острова Наварон»                       | Shepperton Studio Sound Department, Джон Кокс                                                                                 |
| 1961 (34-та)  | «Пастка для батьків»                            | Walt Disney Studio Sound Department, Роберт Кук                                                                               |
| 1962 (35-та)  | Найкращий звук                                  | Найкращий звук |
| 1962 (35-та)  | ★ «Лоуренс Аравійський»                         | Shepperton Studio Sound Department, Джон Кокс                                                                                 |
| 1962 (35-та)  | «Бон вояж!»                                     | Walt Disney Studio Sound Department, Роберт Кук                                                                               |
| 1962 (35-та)  | «Музикант»                                      | Warner Bros. Studio Sound Department, Джордж Гроувз                                                                           |
| 1962 (35-та)  | «Дотик норкового хутра»                         | Universal City Studio Sound Department, Волдон Ватсон                                                                         |
| 1962 (35-та)  | «Що сталося з Бебі Джейн?»                      | Glen Glenn Sound Department, Джозеф Келлі                                                                                     |
| 1963 (36-та)  | Найкращий звук                                  | Найкращий звук |
| 1963 (36-та)  | ★ «Як підкорили Захід»                          | Metro-Goldwyn-Mayer Studio Sound Department, Франклін Мілтон                                                                  |
| 1963 (36-та)  | «Бувай, пташко!»                                | Columbia Studio Sound Department, Чарльз Райс                                                                                 |
| 1963 (36-та)  | «Капітан Ньюмен, доктор медицини»               | Universal City Studio Sound Department, Волдон Ватсон                                                                         |
| 1963 (36-та)  | «Клеопатра»                                     | 20th Century-Fox Studio Sound Department, James P. Corcoran; Todd-AO Sound Department, Фред Гайнс                             |
| 1963 (36-та)  | «Цей шалений, шалений, шалений, шалений світ»   | Samuel Goldwyn Studio Sound Department, Гордон Сойєр                                                                          |
| 1963 (36-та)  | Найкращі звукові ефекти                         | |
| 1963 (36-та)  | ★ «Цей шалений, шалений, шалений, шалений світ» | Волтер Елліотт |
| 1963 (36-та)  | «Збір орлів»                                    | Роберт Браттон |
| 1964» (37-ма) | Найкращий звук                                  | Найкращий звук |
| 1964» (37-ма) | ★ «Моя чарівна леді»                            | Warner Bros. Studio Sound Department, Джордж Гроувз                                                                           |
| 1964» (37-ма) | «Бекет»                                         | Shepperton Studio Sound Department, Джон Кокс                                                                                 |
| 1964» (37-ма) | «Тато гусак»                                    | Universal City Studio Sound Department, Волдон Ватсон                                                                         |
| 1964» (37-ма) | «Мері Поппінс»                                  | Walt Disney Studio Sound Department, Роберт Кук                                                                               |
| 1964» (37-ма) | «Непотоплюваний Моллі Браун»                    | Metro-Goldwyn-Mayer Studio Sound Department, Франклін Мілтон                                                                  |
| 1964» (37-ма) | Найкращі звукові ефекти                         | |
| 1964» (37-ма) | ★ «Голдфінгер»                                  | Норман Вансталл |
| 1964» (37-ма) | «Жвавий набір»                                  | Роберт Браттон |
| 1965» (38-ма) | Найкращий звук                                  | Найкращий звук |
| 1965» (38-ма) | ★ «Звуки музики»                                | 20th Century-Fox Studio Sound Department, James P. Corcoran; Todd-AO Sound Department, Фред Гайнс                             |
| 1965» (38-ма) | «Агонія та екстаз»                              | 20th Century-Fox Studio Sound Department, Джеймс Коркоран                                                                     |
| 1965» (38-ма) | «Доктор Живаго»                                 | Metro-Goldwyn-Mayer British Studio Sound Department, А. Воткінс; Metro-Goldwyn-Mayer Studio Sound Department, Франклін Мілтон |
| 1965» (38-ма) | «Великі перегони»                               | Warner Bros. Studio Sound Department, Джордж Гроувз                                                                           |
| 1965» (38-ма) | «Шенандоа»                                      | Universal City Studio Sound Department, Волдон Ватсон                                                                         |
| 1965» (38-ма) | Найкращі звукові ефекти                         | |
| 1965» (38-ма) | ★ «Великі перегони»                             | Треґ Браун |
| 1965» (38-ма) | «Експрес фон Райана»                            | Вальтер Россі |
| 1966» (39-та) | Найкращий звук                                  | Найкращий звук |
| 1966» (39-та) | ★ «Гран-прі»                                    | Metro-Goldwyn-Mayer Studio Sound Department, Франклін Мілтон                                                                  |
| 1966» (39-та) | «Гамбіт»                                        | Universal City Studio Sound Department, Волдон Ватсон                                                                         |
| 1966» (39-та) | «Гаваї»                                         | Samuel Goldwyn Studio Sound Department, Гордон Сойєр                                                                          |
| 1966» (39-та) | «Піщана галька»                                 | 20th Century-Fox Studio Sound Department, Джеймс Коркоран                                                                     |
| 1966» (39-та) | «Хто боїться Вірджинії Вульф?»                  | Warner Bros. Studio Sound Department, Джордж Гроувз                                                                           |
| 1966» (39-та) | Найкращі звукові ефекти                         | |
| 1966» (39-та) | ★ «Гран-прі»                                    | Ґордон Даніель |
| 1966» (39-та) | «Фантастична подорож»                           | Вальтер Россі |
| 1967 (40-ва)  | Найкращий звук                                  | Найкращий звук |
| 1967 (40-ва)  | ★ «Спекотної ночі»                              | Samuel Goldwyn Studio Sound Department                                                                                        |
| 1967 (40-ва)  | «Камелот»                                       | Warner Bros.-Seven Arts Studio Sound Department                                                                               |
| 1967 (40-ва)  | «Брудна дюжина»                                 | Metro-Goldwyn-Mayer Studio Sound Department                                                                                   |
| 1967 (40-ва)  | «Доктор Дуліттл»                                | 20th Century-Fox Studio Sound Department                                                                                      |
| 1967 (40-ва)  | «Вельми сучасна Міллі»                          | Universal City Studio Sound Department                                                                                        |
| 1967 (40-ва)  | Найкращі звукові ефекти                         | |
| 1967 (40-ва)  | ★ «Брудна дюжина»                               | Джон Пойнер» |
| 1967 (40-ва)  | «Задушливою південною ніччю»                    | Джеймс Річард |
| 1968 (41-ша)  | Найкращий звук                                  | Найкращий звук |
| 1968 (41-ша)  | ★ «Олівер!»                                     | Shepperton Studio Sound Department»                                                                                           |
| 1968 (41-ша)  | «Булліт»                                        | Warner Bros.-Seven Arts Studio Sound Department                                                                               |
| 1968 (41-ша)  | «Веселка Фініана»                               | Warner Bros.-Seven Arts Studio Sound Department                                                                               |
| 1968 (41-ша)  | «Смішне дівчисько»                              | Columbia Studio Sound Department                                                                                              |
| 1968 (41-ша)  | «Зірка!»                                        | 20th Century-Fox Studio Sound Department                                                                                      |
| 1969 (42-га)  | Найкращий звук                                  | Найкращий звук |
| 1969 (42-га)  | ★ «Привіт, Доллі!»                              | Джек Соломон та Мюррей Співак                                                                                                 |
| 1969 (42-га)  | «Анна на тисячу днів»                           | Джон Алдред |
| 1969 (42-га)  | «Буч Кессіді і Санденс Кід»                     | Вільям Едмонсон, Давид Докендорф                                                                                              |
| 1969 (42-га)  | «Весело, весело»                                | Роберт Мартін, Клем Портман                                                                                                   |
| 1969 (42-га)  | «Загублені»                                     | Лес Фрешолдс, Артур П'янтадосі                                                                                                |

### 1970-ті
| Рік                       | Фільм                                                                 | Номінації                                                           |
| ------------------------- | --------------------------------------------------------------------- | ------------------------------------------------------------------- |
| 1970 (43-тя)              | Найкращий звук                                                        | Найкращий звук                                                      |
| 1970 (43-тя)              | ★ «Паттон                                                             | Дуглас Вільямс та Дон Басмен                                        |
| 1970 (43-тя)              | «Аеропорт»                                                            | Рональд Пірс та Девід Моріарті                                      |
| 1970 (43-тя)              | «Донька Раяна»                                                        | Гордон МакКаллум та Джон Брамолл                                    |
| 1970 (43-тя)              | «Тора! Тора! Тора!»                                                   | Мюррей Співак та Герман Льюїс                                       |
| 1970 (43-тя)              | «Вудсток»                                                             | Дан Воллін та Ларрі Джонсон                                         |
| 1971 (44-та)              | Найкращий звук                                                        | Найкращий звук                                                      |
| 1971 (44-та)              | ★ «Скрипаль на даху                                                   | Гордон МакКаллум та Девід Гілдіярд                                  |
| 1971 (44-та)              | «Діаманти залишаються назавжди»                                       | Гордон МакКаллум, Джон Мітчелл та Ал Овертон                        |
| 1971 (44-та)              | «Французький зв'язковий»                                              | Теодор Содерберг та Крістофер Ньюмен                                |
| 1971 (44-та)              | «Котч»                                                                | Річард Портман та Джек Соломон                                      |
| 1971 (44-та)              | «Марія – королева Шотландії»                                          | Боб Джонс та Джон Альдред                                           |
| 1972 (45-та)              | Найкращий звук                                                        | Найкращий звук                                                      |
| 1972 (45-та)              | ★ «Кабаре                                                             | Роберт Кнадсон та Девід Гілдіярд                                    |
| 1972 (45-та)              | «Метелики вільні»                                                     | Артур П'янтадосі та Чарльз Найт                                     |
| 1972 (45-та)              | «Кандидат»                                                            | Річар Портман та Жене Кантамеса                                     |
| 1972 (45-та)              | «Хрещений батько»                                                     | Чарльз Грензбах, Річард Портман та Крістофер Ньюмен                 |
| 1972 (45-та)              | «Пригоди «Посейдона»»                                                 | Теодор Содерберг та Герман Льюїс                                    |
| 1973 (46-та)              | Найкращий звук                                                        | Найкращий звук                                                      |
| 1973 (46-та)              | ★ «Той, що виганяє диявола                                            | Роберт Кнадсон та Кріс Ньюмен                                       |
| 1973 (46-та)              | «День дельфіна»                                                       | Річард Портман та Ларрі Джост                                       |
| 1973 (46-та)              | «Паперова гонитва»                                                    | Дональд Мітчелл та Ларрі Джост                                      |
| 1973 (46-та)              | «Паперовий місяць»                                                    | Річард Портман та Лес Фрешолтс                                      |
| 1973 (46-та)              | «Афера»                                                               | Рональд Пірс та Роберт Бертранд                                     |
| 1974 (47-ма)              | Найкращий звук                                                        | Найкращий звук                                                      |
| 1974 (47-ма)              | ★ «Землетрус»                                                         | Рональд Пірс та Мелвін Меткальфе старший                            |
| 1974 (47-ма)              | «Китайський квартал»                                                  | Чарльз Грензбах та Ларрі Джост                                      |
| 1974 (47-ма)              | «Розмова»                                                             | Волтер Марч та Арт Рочестер                                         |
| 1974 (47-ма)              | «Пекло в піднебессі»                                                  | Теодор Содерберг та Герман Льюїс                                    |
| 1974 (47-ма)              | «Молодий Франкенштейн»                                                | Річард Портман та Жене Кантамесса                                   |
| 1975 (48-ма)              | Найкращий звук                                                        | Найкращий звук                                                      |
| 1975 (48-ма)              | ★ «Щелепи                                                             | Роберт Гойт, Роджер Геман, Ерл Мейдері иа Джон Картер               |
| 1975 (48-ма)              | «Прикуси кулю»                                                        | Артур П'янтадосі, Лес Фрешолтс, Річард Тайлер та Ор Овертон старший |
| 1975 (48-ма)              | «Смішна леді»                                                         | Річард Портман, Дон МакДугалл, Керлі Терлвелл та Джек Соломон       |
| 1975 (48-ма)              | «Гінденбург»                                                          | Леонард Пітерсон, Джон Болгер, Джон Мек та Дон Шарплес              |
| 1975 (48-ма)              | «Вітер і лев»                                                         | Гаррі Тетрік, Аарон Рохін, Вільям МакКогі та Рой Чармен             |
| 1975 (48-ма)              | Особливі досягнення (Найкращі звукові ефекти)                         |                                                                     |
| 1975 (48-ма)              | ★ «Гінденбург»                                                        | Пітер Беркос                                                        |
| 1976 (49-та)              |                                                                       |                                                                     |
| ★ «Вся президентська рать | Артур П'янтадосі, Лес Фрешолтс, Дік Александер та Джим Вебб           |                                                                     |
| «Кінґ-Конґ»               | Гаррі Тетрік (посмертно), Вільям МакКогі, Аарон Рохін та Джек Соломон |                                                                     |
| «Роккі»                   | Гаррі Тетрік (посмертно), Вільям МакКогі, Лайл Борбрідж та Бад Алпер  |                                                                     |
| «Срібна стріла»           | Дональд Мітчелл, Дуглас Вільямс, Річард Тайлер та Гарольд Езерінгтон  |                                                                     |
| «Народження зірки»        | Роберт Кнадсон, Дан Воллін, Роберт Гласс та Том Овертон               |                                                                     |
| 1977 (50-та)              | Найкращий звук                                                        | Найкращий звук                                                      |
| 1977 (50-та)              | ★ «Зоряні війни: Нова надія                                           | Дон МакДугал, Рей Вест, Боб Мінклер та Дерек Болл                   |
| 1977 (50-та)              | «Близькі контакти третього ступеня»                                   | Роберт Кнадсон, Роберт Гласс, Дон МакДугал та Жене Кантамесса       |
| 1977 (50-та)              | «Безодня»                                                             | Волтер Госс, Дік Александер, Том Бекерт та Робіг Грегорі            |
| 1977 (50-та)              | «Чаклун»                                                              | Роберт Кнадсон, Роберт Глас, Річард Тайлер та Жан-Луї Дюкарме       |
| 1977 (50-та)              | «Точка звороту»                                                       | Теодор Содерберг, Пол Веллс, Дуглас Вілльямс та Джеррі Лост         |
| 1977 (50-та)              | Особливі досягнення (Найкращий монтаж звукових ефектів)               |                                                                     |
| 1977 (50-та)              | ★ «Близькі контакти третього ступеня»                                 | Френк Ворнер                                                        |
| 1978 (51-ша)              |                                                                       |                                                                     |
| ★ «Мисливець на оленів    | Річард Портман, Вільям МакКогі, Аарон Рохін та Дарін Найт             |                                                                     |
| «Історія Бадді Холлі»     | Текс Радлофф, Джоель Фейн, Керлі Тервелл та Віллі Бартон              |                                                                     |
| «Дні жнив»                | Джон Вілкінсон, Роберт Гласс, Джон Рейтс та Баррі Томас               |                                                                     |
| «Хупер»                   | Роберт Кнадсон, Роберт Глас, Дон МакДугал та Джек Соломон             |                                                                     |
| «Супермен»                | Гордон МакКалум, Грехем Гартстоун, Ніколас Ле Мессурі та Рой Чармен   |                                                                     |
| 1979 (52-га)              | Найкращий звук                                                        | Найкращий звук                                                      |
| 1979 (52-га)              | ★ «Апокаліпсис сьогодні                                               | Волтер Марч, Марк Бергер, Річард Беґґс та Нет Боксер                |
| 1979 (52-га)              | «Електричний вершник»                                                 | Артур П'янтадосі, Лес Фрешолдс, Майкл Мінклер та Ол Овертон старший |
| 1979 (52-га)              | «Метеор»                                                              | Вільям МакКогі, Аарон Рохін, Майкл Когут та Джек Соломон            |
| 1979 (52-га)              | «1941»                                                                | Роберт Кнадсон, Роберт Глас, Дон МакДугал та Жене Кантамесса        |
| 1979 (52-га)              | «Троянда»                                                             | Теодор Содерберг, Дуглас Вілльямс, Пол Веллс та Джим Вебб           |
| 1979 (52-га)              | Особливі досягнення (Найкращий звуковий монтаж)                       |                                                                     |
| 1979 (52-га)              | ★ «Чорний жеребець»                                                   | Алан Сплет                                                          |

### 1980-ті
| Рік          | Фільм                                                   | Номінації                                                              |
| ------------ | ------------------------------------------------------- | ---------------------------------------------------------------------- |
| 1980 (53-тя) | Найкращий звук                                          | Найкращий звук                                                         |
| 1980 (53-тя) | ★ «Зоряні війни: Імперія завдає удару у відповідь»      | Білл Варні, Стів Маслов, Ґреґ Лендекер та Пітер Саттон                 |
| 1980 (53-тя) | «Інші іпостасі»                                         | Артур П'янтадосі, Лес Фрешолдс, Майкл Майнклер та Віллі Бертон         |
| 1980 (53-тя) | «Дочка шахтаря»                                         | Річард Портман, Роджер Геман та Джеймс Александер                      |
| 1980 (53-тя) | «Слава»                                                 | Майкл Когут, Аарон Рохін, Джей Гардінг та Кріс Ньюмен                  |
| 1980 (53-тя) | «Скажений бик»                                          | Дональд Мітчелл, Біл Ніколсон, Девід Кімбелл та Лес Лазаровітц         |
| 1981 (54-та) | Найкращий звук                                          | Найкращий звук                                                         |
| 1981 (54-та) | ★ «Індіана Джонс: У пошуках втраченого ковчега»         | Білл Варні, Стів Маслов, Ґреґ Лендекер та Рой Чармен                   |
| 1981 (54-та) | «На золотому озері»                                     | Річард Портман та Девід Ронне                                          |
| 1981 (54-та) | «Зовнішньозем'я»                                        | Джон Вілкінсон, Роер Гласс, Роберт Тервелл та Робін Ґреґорі            |
| 1981 (54-та) | «Пенні з неба»                                          | Майкл Когут, Джей Гардінг, Річард Тайлер та Ол Овертон старший         |
| 1981 (54-та) | «Червоні»                                               | Дік Ворісек, Том Флейчмен та Саймон Кей                                |
| 1981 (54-та) | Особливі досягнення (Найкращий монтаж звукових ефектів) |                                                                        |
| 1981 (54-та) | ★ «Індіана Джонс: У пошуках втраченого ковчега»         | Бен Бертт, Річард Андерсон                                             |
| 1982 (55-та) | Найкращий звук                                          | Найкращий звук                                                         |
| 1982 (55-та) | ★ «Іншопланетянин»                                      | Роберт Кнадсон, Роберт Глас, Дон Дігіроламо та Жене Кантамесса         |
| 1982 (55-та) | «Підводний човен»                                       | Мілан Бор, Тревор Пайк та Майк Ле Мер                                  |
| 1982 (55-та) | «Ганді»                                                 | Геррі Гамфрейс, Робін О'Доног, Джонатан Бейтс та Саймон Кей            |
| 1982 (55-та) | «Тутсі»                                                 | Артур П'янтадосі, Лес Фрешолдс, Дік Александер та Лес Лазаровітц       |
| 1982 (55-та) | «Трон»                                                  | Майкл Мінклер, Боб Мінклер, Лі Мінклер та Джеймс ЛаРу                  |
| 1982 (55-та) | Найкращий звуковий монтаж                               |                                                                        |
| 1982 (55-та) | ★ «Іншопланетянин»                                      | Бен Бертт, Чарльз Л. Кемпбелл                                          |
| 1982 (55-та) | «Підводний човен»                                       | Майк Ле Маре                                                           |
| 1982 (55-та) | «Полтергейст»                                           | Стівен Гантер Флік, Річард Л. Андерсон                                 |
| 1983 (56-та) | Найкращий звук                                          | Найкращий звук                                                         |
| 1983 (56-та) | ★ «Справжні чоловіки»                                   | Марк Бергер, Том Скотт, Ренді Том та Девід МакМіллан                   |
| 1983 (56-та) | «Never Cry Wolf»                                        | Алан Сплет, Тодд Бокельгайд, Ренді Том та Девід Паркер                 |
| 1983 (56-та) | «Зоряні війни: Повернення джедая»                       | Бен Бартт, Гарі Саммерс, Ренді Том та Тоні Дейв                        |
| 1983 (56-та) | «Мова ніжності»                                         | Дональд О'Мітчелл, Рік Клайн, Кевін О'Коннел та Джеймс Александер      |
| 1983 (56-та) | «Воєнні ігри»                                           | Майкл Когут, Карлос Деларіос, Аарон Рохін та Віллі Бертон              |
| 1983 (56-та) | Найкращий звуковий монтаж                               |                                                                        |
| 1983 (56-та) | ★ «Справжні чоловіки»                                   | Джей Бьокельхайде                                                      |
| 1983 (56-та) | «Зоряні війни: Повернення джедая»                       | Бен Бертт                                                              |
| 1984 (57-ма) | Найкращий звук                                          | Найкращий звук                                                         |
| 1984 (57-ма) | ★ «Амадей»                                              | Марк Бергер, Том Скотт, Тодд Бокельгайд та Кріс Ньюмен                 |
| 1984 (57-ма) | «Дюна»                                                  | Білл Варні, Стів Маслов, Кевін О'Коннел та Нельсон Столл               |
| 1984 (57-ма) | «Поїздка до Індії»                                      | Ґрехем Гартстоун, Ніколас Ле Мессурір, Майкл Картер та Джон Мітчелл    |
| 1984 (57-ма) | «Ріка»                                                  | Нік Альфін, Роберт Тервелл, Річард Портман, Девід Ронне                |
| 1984 (57-ма) | «Космічна одісея 2010 року»                             | Майкл Когут, Аарон Рохін, Карлос Деларіос, Жене Кантамесса             |
| 1984 (57-ма) | Особливі досягнення (Найкращий монтаж звукових ефектів) |                                                                        |
| 1984 (57-ма) | ★ «Ріка»                                                | Кей Роуз                                                               |
| 1985 (58-ма) | Найкращий звук                                          | Найкращий звук                                                         |
| 1985 (58-ма) | ★ «З Африки»                                            | Кріс Дженкінс, Гарі Александер, Ларрі Стенсволд та Пітер Гендфорд      |
| 1985 (58-ма) | «Назад у майбутнє»                                      | Білл Варні, Б. Теннісон Себастіан II, Роберт Тервелл та Вілльям Каплан |
| 1985 (58-ма) | «Кордебалет»                                            | Дональд Мітчелл, Майкл Мінклер, Геррі Гамфрейс та Кріс Ньюмен          |
| 1985 (58-ма) | «Леді-яструб»                                           | Лес Фрешолдс, Дік Александер, Верн Пур, Бад Альпер                     |
| 1985 (58-ма) | «Сільверадо»                                            | Дональд Мітчелл, Рік Клайн, Кевін О'Коннелл, Девід Ронне               |
| 1985 (58-ма) | Найкращий звуковий монтаж                               |                                                                        |
| 1985 (58-ма) | ★ «Назад у майбутнє»                                    | Чарльз Л. Кемпбелл, Роберт Ратледж                                     |
| 1985 (58-ма) | «Леді-яструб»                                           | Боб Гендерсон, Алан Мюррей                                             |
| 1985 (58-ма) | «Рембо: Перша кров, частина II»                         | Фредерік Браун                                                         |
| 1986 (59-та) | Найкращий звук                                          | Найкращий звук                                                         |
| 1986 (59-та) | ★ «Взвод»                                               | Джон Вілкінсон, Річард Роджерс, Чарльз Ґрензбах, Саймон Кей            |
| 1986 (59-та) | «Чужі»                                                  | Ґрехем Гартстоун, Ніколас Ле Мессурір, Майкл Картер, Рой Чармен        |
| 1986 (59-та) | «Перевал розбитих сердець»                              | Лес Фрешолдс, Дік Александер, Верн Пур, Білл Нельсон                   |
| 1986 (59-та) | «Зоряний шлях 4: Подорож додому»                        | Террі Портер, Девід Хадсон, Мел Меткальф та Жене Кантамесса            |
| 1986 (59-та) | «Найкращий стрілець»                                    | Дональд Мітчелл, Кевін О'Коннелл, Рік Кляйн, Вілльям Каплан            |
| 1986 (59-та) | Найкращий звуковий монтаж                               |                                                                        |
| 1986 (59-та) | ★ «Чужі»                                                | Дон Шарп                                                               |
| 1986 (59-та) | «Зоряний шлях 4: Подорож додому»                        | Марк Манджіні                                                          |
| 1986 (59-та) | «Найкращий стрілець»                                    | Сеселія Голл, Джордж Вотерс II                                         |
| 1987 (60-та) | Найкращий звук                                          | Найкращий звук                                                         |
| 1987 (60-та) | ★ «Останній імператор»                                  | Білл Роув та Айвен Шеррок                                              |
| 1987 (60-та) | «Імперія Сонця»                                         | Роберт Кнадсон, Дон Діґіроламо, Джон Бойд та Тоні Дейв                 |
| 1987 (60-та) | «Смертельна зброя»                                      | Лес Фрешолдс, Дік Александер, Верн Пур та Білл Нельсон                 |
| 1987 (60-та) | «Робот-поліцейський»                                    | Майкл Когут, Карлос Деларіос, Аарон Рохін та Роберт Вальд              |
| 1987 (60-та) | «Іствікські відьми»                                     | Вейн Артмен, Том Бекер, Том Дал та Арт Рочестер                        |
| 1987 (60-та) | Особливі досягнення (Найкращий монтаж звукових ефектів) |                                                                        |
| 1987 (60-та) | ★ «Робот-поліцейський»                                  | Стівен Флік, Джон Поспісіл                                             |
| 1988 (61-ша) | Найкращий звук                                          | Найкращий звук                                                         |
| 1988 (61-ша) | ★ «Птах»                                                | Лес Фрешолдс, Дік Александер, Верн Пур, Віллі Бертон                   |
| 1988 (61-ша) | «Міцний горішок»                                        | Дон Бассмен, Кевін Клірі, Річард Овертон, Ол Овертон старший           |
| 1988 (61-ша) | «Горили в тумані»                                       | Енді Нельсон, Браян Саундерс та Пітер Гендфорд                         |
| 1988 (61-ша) | «Міссісіпі у вогні»                                     | Роберт Літт, Елліот Тайсон, Рік Кляйн та Денні Майкл                   |
| 1988 (61-ша) | «Хто підставив кролика Роджера»                         | Роберт Кнадсон, Джон Бойд, Дон Дігіроламо та Тоні Дейв                 |
| 1988 (61-ша) | Найкращий звуковий монтаж                               |                                                                        |
| 1988 (61-ша) | ★ «Хто підставив кролика Роджера?»                      | Чарльз Л. Кемпбелл, Луїс Л. Едеманн                                    |
| 1988 (61-ша) | «Міцний горішок»                                        | Стівен Х. Флік, Річард Шорр                                            |
| 1988 (61-ша) | «Віллоу»                                                | Бен Бертт, Річард Гімнс                                                |
| 1989 (62-га) | Найкращий звук                                          | Найкращий звук                                                         |
| 1989 (62-га) | ★ «Слава»                                               | Дональд Мітчелл, Ґреґґ Радлофф, Елліот Тайсон та Рассел Вілльямс II    |
| 1989 (62-га) | «Безодня»                                               | Дон Бассмен, Кевін Клірі, Річард Овертон та Лі Орлофф                  |
| 1989 (62-га) | «Чорний дощ»                                            | Дональд Мітчелл, Кевін О'Коннолл, Ґреґ Расселл та Кейт Вестер          |
| 1989 (62-га) | «Народжений четвертого липня»                           | Майкл Майнклер, Грегорі Воткінс, Вайлі Стейтмен та Тод Мейтленд        |
| 1989 (62-га) | «Індіана Джонс і останній хрестовий похід»              | Бен Бартт, Гарі Саммерс, Шон Мерфі та Тоні Дейв                        |
| 1989 (62-га) | Найкращий звуковий монтаж                               |                                                                        |
| 1989 (62-га) | ★ «Індіана Джонс і останній хрестовий похід»            | Бен Бертт, Річард Гімнс                                                |
| 1989 (62-га) | «Чорний дощ»                                            | Мілтон Берроу, Вільям Л. Мангер                                        |
| 1989 (62-га) | «Смертельна зброя 2»                                    | Роберт Гендерсон, Алан Роберт Мюррей                                   |

### 1990-ті
| Рік          | Фільм                                       | Номінації                                                           |
| ------------ | ------------------------------------------- | ------------------------------------------------------------------- |
| 1990 (63-тя) | Найкращий звук                              | Найкращий звук                                                      |
| 1990 (63-тя) | ★ «Той, що танцює з вовками»                | Джеффрі Перкінс, Білл Бентон, Ґреґорі Воткінс та Рассел Вілльямс II |
| 1990 (63-тя) | «Дні грому»                                 | Чарльз Вілборн, Дональд Мітчелл, Рік Кляйн та Кевін О'Коннелл       |
| 1990 (63-тя) | «Дік Трейсі»                                | Томас Коузі, Кріс Дженкінс, Девід Кемпбелл та Дуг Гемфілл           |
| 1990 (63-тя) | «Полювання за „Червоним Жовтнем“»           | Річард Брюс Гудмен, Річард Овертон, Кевін Клірі та Дон Бассмен      |
| 1990 (63-тя) | «Пригадати все»                             | Нельсон Столл, Майкл Когут, Карлос Деларіос та Аарон Рохін          |
| 1990 (63-тя) | Найкращий монтаж звукових ефектів           |                                                                     |
| 1990 (63-тя) | ★ «Полювання за „Червоним Жовтнем“»         | Сеселія Холл, Джордж Ваттерс II                                     |
| 1990 (63-тя) | «Коматозники»                               | Чарльз Л. Кемпбелл, Річард Франклін                                 |
| 1990 (63-тя) | «Згадати все»                               | Стівен Г. Флік                                                      |
| 1991 (64-та) | Найкращий звук                              | Найкращий звук                                                      |
| 1991 (64-та) | ★ «Термінатор 2: Судний день»               | Том Джонсон, Гарі Ридстром, Гарі Саммерс та Лі Орлофф               |
| 1991 (64-та) | «Зворотна тяга»                             | Гарі Саммерс, Ренді Том, Гарі Ридстром та Гленн Вілльямс            |
| 1991 (64-та) | «Красуня і чудовисько»                      | Террі Портер, Мел Меткальфе, Девід Гадсон та Док Кейн               |
| 1991 (64-та) | «Джон Ф. Кеннеді. Постріли в Далласі»       | Майкл Мінклер, Ґреґґ Лендейкер та Тод Мейтленд                      |
| 1991 (64-та) | «Мовчання ягнят»                            | Том Флейшмен та Кріс Ньюмен                                         |
| 1991 (64-та) | Найкращий монтаж звукових ефектів           |                                                                     |
| 1991 (64-та) | ★ «Термінатор 2: Судний день»               | Гері Рідстром, Глорія С. Бордерс                                    |
| 1991 (64-та) | «Зворотна тяга»                             | Гері Рідстром, Річард Гімнс                                         |
| 1991 (64-та) | «Зоряний шлях 6: Невідкрита країна»         | Джордж Ваттерс II, Ф. Хадсон Міллер                                 |
| 1992 (65-та) | Найкращий звук                              | Найкращий звук                                                      |
| 1992 (65-та) | ★ «Останній з могікан»                      | Кріс Дженкінс, Дуг Гемфілл, Марк Сміт та Саймон Кей                 |
| 1992 (65-та) | «Аладдін»                                   | Террі Портер, Мел Меткальфе, Девід Гадсон та Док Кейн               |
| 1992 (65-та) | «Декілька хороших хлопців»                  | Кевін О'Коннел, Рік Кляйн та Роберт Ебер                            |
| 1992 (65-та) | «В облозі»                                  | Дональд Мітчелл, Френк Монтаньйо, Рік Гарт та Скотт Сміт            |
| 1992 (65-та) | «Непрощенний»                               | Лес Фрешолдс, Верн Пур, Дік Александер та Роб Янг                   |
| 1992 (65-та) | Найкращий монтаж звукових ефектів           |                                                                     |
| 1992 (65-та) | ★ «Дракула»                                 | Том К. Маккарті, Девід Е. Стоун                                     |
| 1992 (65-та) | «Аладдін»                                   | Марк Мангіні                                                        |
| 1992 (65-та) | «В облозі»                                  | Джон Левек, Брюс Стамблер                                           |
| 1993 (66-та) | Найкращий звук                              | Найкращий звук                                                      |
| 1993 (66-та) | ★ «Парк Юрського періоду»                   | Гарі Саммерс, Гарі Ридстром, Шон Мерфі та Рон Джадкінс              |
| 1993 (66-та) | «Скелелаз»                                  | Майкл Мінклер, Боб Бімер та Тім Куні                                |
| 1993 (66-та) | «Утікач»                                    | Дональд Мітчелл, Майкл Гербік, Френк Монтаньйо та Скотт Сміт        |
| 1993 (66-та) | «Джеронімо: Американська легенда»           | Кріс Карпентер, Дуг Гемфілл, Вілл Бентон та Лі Орлофф               |
| 1993 (66-та) | «Список Шиндлера»                           | Енді Нельсон, Стів Педерсон, Скотт Міллан та Рон Джанкінс           |
| 1993 (66-та) | Найкращий монтаж звукових ефектів           |                                                                     |
| 1993 (66-та) | ★ «Парк Юрського періоду»                   | Гері Рідстром, Річард Гімнс                                         |
| 1993 (66-та) | «Скелелаз»                                  | Вайлі Стейтмен, Грегг Бакстер                                       |
| 1993 (66-та) | «Утікач»                                    | Джон Левек, Брюс Стамблер                                           |
| 1994 (67-ма) | Найкращий звук                              | Найкращий звук                                                      |
| 1994 (67-ма) | ★ «Швидкість»                               | Ґреґґ Лендейкер, Стів Маслов, Боб Бімер та Девід МакМіллан          |
| 1994 (67-ма) | «Пряма і явна загроза»                      | Дональд Мітчелл, Майкл Гербік, Френк Монтаньйо, Арт Рочестер        |
| 1994 (67-ма) | «Форрест Гамп»                              | Ренді Том, Том Джонсон, Денніс Сендс та Вілльям Каплан              |
| 1994 (67-ма) | «Легенди осені»                             | Пол Мессі, Девід Кемпбелл, Кріс Девід та Дуглас Ґентон              |
| 1994 (67-ма) | «Втеча з Шоушенка»                          | Роберт Літт, Елліот Тайсон, Майкл Гербік та Віллі Бертон            |
| 1994 (67-ма) | Найкращий монтаж звукових ефектів           |                                                                     |
| 1994 (67-ма) | ★ «Швидкість»                               | Стівен Хантер Флік                                                  |
| 1994 (67-ма) | «Пряма та очевидна загроза»                 | Брюс Стамблер, Джон Левек                                           |
| 1994 (67-ма) | «Форрест Ґамп»                              | Глорія С. Бордерс, Ренді Том                                        |
| 1995 (68-ма) | Найкращий звук                              | Найкращий звук                                                      |
| 1995 (68-ма) | ★ «Аполлон-13»                              | Рік Діор, Стів Педерсон, Скотт Міллан та Девід МакМіллан            |
| 1995 (68-ма) | «Бетмен назавжди»                           | Дональд Мітчелл, Френк Монтаньйо, Майкл Гербік та Пітур Гліддал     |
| 1995 (68-ма) | «Хоробре серце»                             | Енді Нельсон, Скотт Міллан, Анна Бельмер та Браян Сіммонс           |
| 1995 (68-ма) | «Багряний приплив»                          | Кевін О'Коннелл, Рік Кляйн, Ґреґорі Воткінс та Вілльям Каплан       |
| 1995 (68-ма) | «Водний світ»                               | Стів Маслов, Грег Лендейкер та Кіт Вестер                           |
| 1995 (68-ма) | Найкращий монтаж звукових ефектів           |                                                                     |
| 1995 (68-ма) | ★ «Хоробре серце»                           | Лон Бендер, Пер Халлберг                                            |
| 1995 (68-ма) | «Бетмен назавжди»                           | Джон Левек, Брюс Стамблер                                           |
| 1995 (68-ма) | «Багряний приплив»                          | Джордж Вотерс II                                                    |
| 1996 (69-та) | Найкращий звук                              | Найкращий звук                                                      |
| 1996 (69-та) | ★ «Англійський пацієнт»                     | Волтер Марч, Марк Бергер, Девід Паркер та Кріс Ньюмен               |
| 1996 (69-та) | «Евіта»                                     | Енді Нельсон, Анна Бельмер та Кен Вестон                            |
| 1996 (69-та) | «День незалежності»                         | Кріс Карпентер, Білл Бентон, Боб Бімер та Джефф Векслер             |
| 1996 (69-та) | «Скеля»                                     | Кевін О'Коннелл, Ґреґ Расселл та Кіт Вестер                         |
| 1996 (69-та) | «Смерч»                                     | Стів Маслов, Грег Лендейкер, Кевін О'Коннелл та Джоффрі Паттерсон   |
| 1996 (69-та) | Найкращий монтаж звукових ефектів           |                                                                     |
| 1996 (69-та) | ★ «Примара і Темрява»                       | Брюс Стамблер                                                       |
| 1996 (69-та) | «Денне світло»                              | Річард Л. Андерсон, Девід А. Віттакер                               |
| 1996 (69-та) | «Стирач»                                    | Алан Роберт Мюррей, Баб Асман                                       |
| 1997 (70-та) | Найкращий звук                              | Найкращий звук                                                      |
| 1997 (70-та) | ★ «Титанік»                                 | Гарі Ридстром, Том Джонсон, Гарі Саммерс, Марк Улано                |
| 1997 (70-та) | «Літак президента»                          | Пол Мессі, Рік Кляйн, Дуг Гемфілл та Кіт Вестер                     |
| 1997 (70-та) | «Повітряна в'язниця»                        | Кевін О'Коннелл, Ґреґ Расселл та Арт Рочестер                       |
| 1997 (70-та) | «Контакт»                                   | Ренді Том, Том Джонсон, Денніс Сендс та Вілльям Каплан              |
| 1997 (70-та) | «Таємниці Лос-Анджелеса»                    | Енді Нельсон, Анна Бельмер та Кірк Френсіс                          |
| 1997 (70-та) | Найкращий монтаж звукових ефектів           |                                                                     |
| 1997 (70-та) | ★ «Титанік»                                 | Том Белфорт, Крістофер Бойс                                         |
| 1997 (70-та) | «Без обличчя»                               | Марк Стокінгер, Пер Халберг                                         |
| 1997 (70-та) | «П'ятий елемент»                            | Марк Мангіні                                                        |
| 1998 (71-ша) | Найкращий звук                              | Найкращий звук                                                      |
| 1998 (71-ша) | ★ «Врятувати рядового Раяна»                | Гарі Ридстром, Гарі Саммерс, Енді Нельсон та Рон Джадкінс           |
| 1998 (71-ша) | «Армагеддон»                                | Кевін О'Коннелл, Ґреґ Расселл та Кіт Вестер                         |
| 1998 (71-ша) | «Маска Зорро»                               | Кевін О'Коннелл, Ґреґ Расселл та Пад Касек                          |
| 1998 (71-ша) | «Закоханий Шекспір»                         | Робін О'Доног, Домінік Лестер та Пітер Ґлоссоп                      |
| 1998 (71-ша) | «Тонка червона лінія»                       | Енді Нельсон, Анна Бельмер та Пол Брінкет                           |
| 1998 (71-ша) | Найкращий монтаж звукових ефектів           |                                                                     |
| 1998 (71-ша) | ★ «Врятувати рядового Раяна»                | Гері Рідстром, Річард Гімни                                         |
| 1998 (71-ша) | «Армагеддон»                                | Джордж Воттерс II                                                   |
| 1998 (71-ша) | «Маска Зорро»                               | Дейв Макмойлер                                                      |
| 1999 (72-га) | Найкращий звук                              | Найкращий звук                                                      |
| 1999 (72-га) | ★ «Матриця»                                 | Джон Рейтц, Ґреґґ Радлофф, Девід Кемпбелл, Девід Лі                 |
| 1999 (72-га) | «Зелена миля»                               | Роберт Літт, Елліот Тайсон, Майкл Гербік та Віллі Бертон            |
| 1999 (72-га) | «Своя людина»                               | Енді Нельсон, Дуг Гемфілл, Лі Орлофф                                |
| 1999 (72-га) | «Мумія»                                     | Леслі Шатс, Кріс Карпентер, Рік Кляйн, Кріс Манро                   |
| 1999 (72-га) | «Зоряні війни: Прихована загроза»           | Гарі Ридстром, Том Джонсон, Шон Мерфі, Джон Мідглі                  |
| 1999 (72-га) | Найкращий монтаж звукових ефектів           |                                                                     |
| 1999 (72-га) | «Матриця»                                   | Дейн А. Девіс                                                       |
| 1999 (72-га) | «Бійцівський клуб»                          | Рен Клайс, Річард Гімнс                                             |
| 1999 (72-га) | «Зоряні війни. Епізод I. Прихована загроза» | Бен Бертт, Том Беллфорт                                             |

### 2000-і
| Рік          | Фільм                                                 | Номінації                                                       |
| ------------ | ----------------------------------------------------- | --------------------------------------------------------------- |
| 2000 (73-тя) | Найкращий звук                                        | Найкращий звук                                                  |
| 2000 (73-тя) | ★ «Гладіатор»                                         | Скотт Міллан, Боб Бімер, Кен Вестон                             |
| 2000 (73-тя) | «Вигнанець»                                           | Ренді Том, Том Джонсон, Денніс Сендс, Вілльям Каплан            |
| 2000 (73-тя) | «Патріот»                                             | Кевін О'Коннелл, Ґреґ Расселл та Лі Орлофф                      |
| 2000 (73-тя) | «Ідеальний шторм»                                     | Джон Рейтц, Ґреґґ Радлофф, Девід Кемпбелл, Кіт Вестер           |
| 2000 (73-тя) | «U-571»                                               | Стів Маслов, Грег Лендейкер, Рік Кляйн та Айвен Шеррок          |
| 2000 (73-тя) | Найкращий звуковий монтаж                             |                                                                 |
| 2000 (73-тя) | ★ «U-571»                                             | Джон Джонсон                                                    |
| 2000 (73-тя) | «Космічні ковбої»                                     | Алан Роберт Мюррей, Баб Асман                                   |
| 2001 (74-та) | Найкращий звук                                        | Найкращий звук                                                  |
| 2001 (74-та) | ★ «Падіння Чорного яструба»                           | Майкл Мінклер, Майрон Неттінґа та Кріс Манро                    |
| 2001 (74-та) | «Амелі»                                               | Вінсент Арнаді, Жілом Лерік та Джин Уманські                    |
| 2001 (74-та) | «Володар перснів: Хранителі Персня»                   | Крістофер Бойєс, Майкл Семанік, Ґетін Кріг та Геммонд Пік       |
| 2001 (74-та) | «Мулен Руж!»                                          | Енді Нельсон, Анна Бельмер, Роджер Саваж та Гантіс Сікс         |
| 2001 (74-та) | «Перл-Гарбор»                                         | Кевін О'Коннелл, Ґреґ Расселл та Пітер Девлін                   |
| 2001 (74-та) | Найкращий звуковий монтаж                             |                                                                 |
| 2001 (74-та) | ★ «Перл-Гарбор»                                       | Джордж Воттерс II, Крістофер Бойс                               |
| 2001 (74-та) | «Корпорація монстрів»                                 |                                                                 |
| 2002 (75-та) | Найкращий звук                                        | Найкращий звук                                                  |
| 2002 (75-та) | ★ «Чикаго»                                            | Майкл Мінклер, Домінік Тавелла та Девід Лі                      |
| 2002 (75-та) | «Банди Нью-Йорка»                                     | Том Флечман, Юджин Гірті та Айвен Шеррок                        |
| 2002 (75-та) | «Володар перснів: Дві вежі»                           | Крістофер Бойєс, Майкл Семанік, Майкл Геджес та Геммонд Пік     |
| 2002 (75-та) | «Проклятий шлях»                                      | Скотт Міллан, Боб Бімер та Джон Прітчетт                        |
| 2002 (75-та) | «Людина-павук»                                        | Кевін О'Коннелл, Ґреґ Расселл та Ед Новік                       |
| 2002 (75-та) | Найкращий звуковий монтаж                             |                                                                 |
| 2002 (75-та) | ★ «Володар перснів: Дві вежі»                         | Ітан Ван дер Рін, Майк Гопкінс                                  |
| 2002 (75-та) | «Особлива думка»                                      | Річард Гімнс, Гері Райдстром                                    |
| 2002 (75-та) | «Проклятий шлях»                                      | Скотт Гекер                                                     |
| 2003 (76-та) | Найкращий звуковий монтаж                             | Найкращий звуковий монтаж                                       |
| 2003 (76-та) | ★ «Володар морів»                                     | Річард Кінг                                                     |
| 2003 (76-та) | «У пошуках Немо»                                      | Гері Райдстром, Майкл Сильверс                                  |
| 2003 (76-та) | «Пірати Карибського моря: Прокляття „Чорної перлини“» | Крістофер Бойс, Джордж Воттерс II                               |
| 2003 (76-та) | Найкраще мікшування звуку                             |                                                                 |
| 2003 (76-та) | ★ «Володар перснів: Повернення короля»                | Крістофер Бойєс, Майкл Семанік, Майкл Геджес та Геммонд Пік     |
| 2003 (76-та) | «Останній самурай»                                    | Енді Нельсон, Анна Бельмер та Джефф Векслер                     |
| 2003 (76-та) | «Володар морів»                                       | Пол Мессі, Дуг Гемфілл та Арт Рочестер                          |
| 2003 (76-та) | «Пірати Карибського моря: Прокляття „Чорної перлини“» | Крістофер Бойєс, Девід Паркер, Девід Кемпбелл та Лі Орлофф      |
| 2003 (76-та) | «Фаворит»                                             | Енді Нельсон, Анна Бельмер та Тод Мейтленд                      |
| 2004 (77-ма) | Найкращий звуковий монтаж                             | Найкращий звуковий монтаж                                       |
| 2004 (77-ма) | ★ «Суперсімейка»                                      | Майкл Сильверс, Ренді Том                                       |
| 2004 (77-ма) | «Полярний експрес»                                    | Ренді Том, Денніс Леонард                                       |
| 2004 (77-ма) | «Людина-павук 2»                                      | Пол Н. Дж. Оттоссон                                             |
| 2004 (77-ма) | Найкраще мікшування звуку                             |                                                                 |
| 2004 (77-ма) | ★ «Рей»                                               | Скотт Міллан, Ґреґ Орлофф, Боб Бімер, Стів Кантамесса           |
| 2004 (77-ма) | «Авіатор»                                             | Том Флечман та Петур Гліддал                                    |
| 2004 (77-ма) | «Суперсімейка»                                        | Ренді Том, Гарі Різзо та Док Кейн                               |
| 2004 (77-ма) | «Полярний експрес»                                    | Ренді Том, Том Джонсон, Денніс Сендс та Вілльям Каплан          |
| 2004 (77-ма) | «Людина-павук 2»                                      | Кевін О'Коннелл, Ґреґ Расселл, Джеффрі Габуш та Джозеф Ґісінгер |
| 2005 (78-ма) | Найкращий звуковий монтаж                             | Найкращий звуковий монтаж                                       |
| 2005 (78-ма) | ★ «Кінг-Конг»                                         | Майк Гопкінс, Ітан Ван дер Рін                                  |
| 2005 (78-ма) | «Мемуари гейші»                                       | Уайлі Стейтман                                                  |
| 2005 (78-ма) | «Війна світів»                                        | Річард Кінг                                                     |
| 2005 (78-ма) | Найкраще мікшування звуку                             |                                                                 |
| 2005 (78-ма) | ★ «Кінг-Конг»                                         | Крістофер Бойєс, Майкл Семанік, Майкл Геджес та Геммонд Пік     |
| 2005 (78-ма) | «Хроніки Нарнії: Лев, чаклунка та шафа»               | Террі Портер, Дін Зупансік, Тоні Джонсон                        |
| 2005 (78-ма) | «Мемуари гейші»                                       | Кевін О'Коннелл, Ґреґ Расселл, Рік Кляйн та Джон Прітчетт       |
| 2005 (78-ма) | «Переступити межу»                                    | Пол Мессі, Дуг Гемфілл та Пітер Карленд                         |
| 2005 (78-ма) | «Війна світів»                                        | Енді Нельсон, Анна Бельмер and Рон Джадкінс                     |
| 2006 (79-та) | Найкращий звуковий монтаж                             | Найкращий звуковий монтаж                                       |
| 2006 (79-та) | ★ «Листи з Іодзіми»                                   | Алан Роберт Мюррей, Баб Асман                                   |
| 2006 (79-та) | «Апокаліпто»                                          | Шон МакКормак, Камі Асгар                                       |
| 2006 (79-та) | «Кривавий алмаз»                                      | Лон Бендер                                                      |
| 2006 (79-та) | «Прапори наших батьків»                               | Алан Роберт Мюррей, Баб Асман                                   |
| 2006 (79-та) | «Пірати Карибського моря: Скриня мерця»               | Крістофер Бойс, Джордж Воттерс II                               |
| 2006 (79-та) | Найкраще мікшування звуку                             |                                                                 |
| 2006 (79-та) | ★ «Дівчата мрії»                                      | Майкл Мінклер, Боб Бімер, Віллі Бертон                          |
| 2006 (79-та) | «Апокаліпто»                                          | Кевін О'Коннелл, Ґреґ Расселл та Фернандр Камара                |
| 2006 (79-та) | «Кривавий діамант»                                    | Енді Нельсон, Анна Бельмер та Айвен Шеррок                      |
| 2006 (79-та) | «Прапори наших батьків»                               | Джон Рейтц, Девід Кемпбелл, Ґреґґ Радлофф та Волт Мартін        |
| 2006 (79-та) | «Пірати Карибського моря: Скриня мерця»               | Пол Мессі, Крістофер Бойєс та Лі Орлофф                         |
| 2007 (80-та) | Найкращий звуковий монтаж                             | Найкращий звуковий монтаж                                       |
| 2007 (80-та) | ★ «Ультиматум Борна»                                  | Карен Бейкер Лендерс, Пер Голлберг                              |
| 2007 (80-та) | «Старим тут не місце»                                 | Скіп Лівсі                                                      |
| 2007 (80-та) | «Рататуй»                                             | Ренді Том, Майкл Сильверс                                       |
| 2007 (80-та) | «Нафта»                                               | Крістофер Скарабозіо, Меттью Вуд                                |
| 2007 (80-та) | «Трансформери»                                        | Ітан Ван дер Рін, Майк Гопкінс                                  |
| 2007 (80-та) | Найкраще мікшування звуку                             |                                                                 |
| 2007 (80-та) | ★ «Ультиматум Борна»                                  | Скотт Міллан, Девід Паркер, Кірк Френсіс                        |
| 2007 (80-та) | «Старим тут не місце»                                 | Скіп Лівсей, Крег Беркі, Ґреґ Орлофф, Пітер Карленд             |
| 2007 (80-та) | «Рататуй»                                             | Ренді Том, Майкл Семанік, Док Кейн                              |
| 2007 (80-та) | «Потяг до Юми»                                        | Пол Мессі, Девід Жамарко та Джим Стюб                           |
| 2007 (80-та) | «Трансформери»                                        | Кевін О'Коннелл, Ґреґ Расселл, Пітер Девлін                     |
| 2008 (81-ша) | Найкращий звуковий монтаж                             | Найкращий звуковий монтаж                                       |
| 2008 (81-ша) | ★ «Темний лицар»                                      | Річард Кінг                                                     |
| 2008 (81-ша) | «Залізна людина»                                      | Френк Елнер та Крістофер Бойс                                   |
| 2008 (81-ша) | «Мільйонер із нетрів»                                 | Том Сейерс                                                      |
| 2008 (81-ша) | «ВОЛЛ·І»                                              | Бен Бертт, Метью Вуд                                            |
| 2008 (81-ша) | «Особливо небезпечний»                                | Вайлі Стейтмен                                                  |
| 2008 (81-ша) | Найкраще мікшування звуку                             |                                                                 |
| 2008 (81-ша) | ★ «Мільйонер із нетрів»                               | Тен Тепп, Річард Прайк, Різал Пукатті                           |
| 2008 (81-ша) | «Загадкова історія Бенджаміна Баттона»                | Девід Паркер, Майкл Семанік, Рен Кляйс та Марк Вейгартен        |
| 2008 (81-ша) | «Темний лицар»                                        | Лора Гірчберг, Гарі Різзо та Ед Новік                           |
| 2008 (81-ша) | «ВОЛЛ·І»                                              | Том Маєрс, Майкл Семанік та Бен Бартт                           |
| 2008 (81-ша) | «Особливо небезпечний»                                | Кріс Дженкінс, Френк Монтаньйо та Петр Форейт                   |
| 2009 (82-га) | Найкращий звуковий монтаж                             | Найкращий звуковий монтаж                                       |
| 2009 (82-га) | «Володар бурі»                                        | Пол Н. Дж. Оттоссон, Рей Беккет                                 |
| 2009 (82-га) | «Аватар»                                              | Крістофер Боєс, Гері Саммерс, Енді Нельсон і Тоні Джонсон       |
| 2009 (82-га) | «Безславні виродки»                                   | Майкл Мінклер, Тони Ламберті і Марк Влано                       |
| 2009 (82-га) | «Зоряний шлях»                                        | Анна Белмер, Енді Нельсон і Пітер Дж. Девлін                    |
| 2009 (82-га) | «Трансформери: Помста полеглих»                       | Грег П. Расселл, Гері Саммерс і Джеффрі Паттерсон               |
| 2009 (82-га) | Найкраще мікшування звуку                             |                                                                 |
| 2009 (82-га) | ★ «Володар бурі»                                      | Пол Оттоссон, Рей Бекетт                                        |
| 2009 (82-га) | «Аватар»                                              | Крістофер Бойєс, Гарі Саммерс, Енді Нельсон та Тоні Джонсон     |
| 2009 (82-га) | «Безславні виродки»                                   | Майкл Мінклер, Тоні Ламберті та Марк Улано                      |
| 2009 (82-га) | «Зоряний шлях»                                        | Анна Бельмер, Енді Нельсон та Пітер Девлін                      |
| 2009 (82-га) | «Трансформери: Помста полеглих»                       | Ґреґ Расселл, Гарі Саммерс, Джофрі Паттерсон                    |

### 2010-ті
| Рік          | Фільм                                | Номінації                                                    |
| ------------ | ------------------------------------ | ------------------------------------------------------------ |
| 2010 (83-тя) | Найкращий звуковий монтаж            | Найкращий звуковий монтаж                                    |
| 2010 (83-тя) | ★ «Початок»                          | Річард Кінг                                                  |
| 2010 (83-тя) | «Історія іграшок 3»                  | Томас Маєрс, Майкл Сілверс                                   |
| 2010 (83-тя) | «Трон: Спадок»                       | Гвендолін Віттл, Едіссон Тіг                                 |
| 2010 (83-тя) | «Залізна хватка»                     | Скіп Лівсей, Крейг Беркі                                     |
| 2010 (83-тя) | «Некерований»                        | Марк Штокінгер                                               |
| 2010 (83-тя) | Найкраще мікшування звуку            |                                                              |
| 2010 (83-тя) | ★ «Початок»                          | Лора Гіршберг, Гарі Різзо та Ед Новік                        |
| 2010 (83-тя) | «Король говорить!»                   | Пол Гамблін, Мартін Дженсен та Джон Мідглі                   |
| 2010 (83-тя) | «Солт»                               | Джефрі Габуш, Ґреґ Расселл, Скотт Міллан та Вілльям Сарокін  |
| 2010 (83-тя) | «Соціальна мережа»                   | Рен Кляйс, Девід Паркер, Майкл Семанік та Марк Вінгартен     |
| 2010 (83-тя) | «Справжня мужність»                  | Скіп Лівсей, Крег Беркі, Ґреґ Орлофф та Пітер Карленд        |
| 2011 (84-та) | Найкращий звуковий монтаж            | Найкращий звуковий монтаж                                    |
| 2011 (84-та) | ★ Хранитель часу                     | Філіп Стоктон і Євген Джіти                                  |
| 2011 (84-та) | «Драйв»                              | Лон Бендер і Віктор Рей Енніс                                |
| 2011 (84-та) | «Дівчина з татуюванням дракона»      | Рен Клайс                                                    |
| 2011 (84-та) | «Трансформери: Темний бік Місяця»    | Ітан Ван дер Рин і Ерік Адагл                                |
| 2011 (84-та) | «Бойовий кінь»                       | Річард Гімнс і Гері Рудстром                                 |
| 2011 (84-та) | Найкраще мікшування звуку            |                                                              |
| 2011 (84-та) | ★ «Хранитель часу»                   | Том Флечман та Джон Мідглі                                   |
| 2011 (84-та) | «Дівчина з тату дракона»             | Девід Паркер, Майкл Семанік, Рен Кляйс та Бо Перссон         |
| 2011 (84-та) | «Людина, яка змінила все»            | Деб Адайр, Рон Бочар, Дейв Жаммарко та Ед Новік              |
| 2011 (84-та) | «Трансформери: Темний бік Місяця»    | Ґреґ Расселл, Гарі Саммерс, Джефрі Габуш та Пітер Девлін     |
| 2011 (84-та) | «Бойовий кінь»                       | Гарі Ридстром, Енді Нельсон, Том Джонсон та Стюарт Вілсон    |
| 2012 (85-та) | Найкращий звуковий монтаж            | Найкращий звуковий монтаж                                    |
| 2012 (85-та) | ★ «007: Координати „Скайфолл“»       | Пер Халлберг, Карен Бейкер Ландерс                           |
| 2012 (85-та) | ★ Ціль номер один»                   | Пол Н. Дж. Оттоссон                                          |
| 2012 (85-та) | «Арго»                               | Ерік Аадал, Ітан Ван дер Рін                                 |
| 2012 (85-та) | «Джанґо вільний»                     | Вайлі Стейтмен                                               |
| 2012 (85-та) | «Життя Пі»                           | Юджин Гарті, Філіп Стоктон                                   |
| 2012 (85-та) | Найкраще мікшування звуку            |                                                              |
| 2012 (85-та) | ★ «Знедолені»                        | Енді Нельсон, Марк Патерсон та Саймон Гайєс                  |
| 2012 (85-та) | «Арго»                               | Джон Рейтц, Ґреґґ Радлофф та Хосе Антоніо Гарсіа             |
| 2012 (85-та) | «Життя Пі»                           | Рон Бартлетт, Дуг Гемфілл та Дрю Кунін                       |
| 2012 (85-та) | «Лінкольн»                           | Енді Нельсон, Гарі Ридстром та Рональд Джадкінс              |
| 2012 (85-та) | «007: Координати „Скайфолл“»         | Скотт Міллан, Ґреґ Расселл, Стюарт Вілсон                    |
| 2013 (86-та) | Найкращий звуковий монтаж            | Найкращий звуковий монтаж                                    |
| 2013 (86-та) | ★ «Гравітація»                       | Гленн Фрімантл                                               |
| 2013 (86-та) | «Не згасне надія»                    | Стів Боеддекер, Річард Гімнс                                 |
| 2013 (86-та) | «Капітан Філліпс»                    | Олівер Тарні                                                 |
| 2013 (86-та) | «Хоббіт: Пустка Смога»               | Брент Бердж                                                  |
| 2013 (86-та) | «Вцілілий»                           | Вайтлі Стейтмен                                              |
| 2013 (86-та) | Найкраще мікшування звуку            |                                                              |
| 2013 (86-та) | ★ «Гравітація»                       | Скіп Лівсей, Нів Адірі, Крістофер Бенстід та Кріс Манро      |
| 2013 (86-та) | «Капітан Філліпс»                    | Кріс Бардон, Марк Тейлор, Майк Прествуд Сміт та Кріс Манро   |
| 2013 (86-та) | «Хоббіт: Пустка Смога»               | Крістофер Бойєс, Майкл Геджес, Майкл Семанік та Тоні Джонсон |
| 2013 (86-та) | «Всередині Люїна Дейвіса»            | Скіп Лівсей, Ґреґ Орлофф та Пітер Карленд                    |
| 2013 (86-та) | «Уцілілий»                           | Енді Кояма, Веа Бордерс та Девід Браунлоу                    |
| 2014 (87-ма) | Найкращий звуковий монтаж            | Найкращий звуковий монтаж                                    |
| 2014 (87-ма) | ★ «Американський снайпер»            | Алан Роберт Мюррей, Баб Асман                                |
| 2014 (87-ма) | «Інтерстеллар»                       | Річард Кінг                                                  |
| 2014 (87-ма) | «Бердмен»                            | Мартін Хернандес, Аарон Глазкок                              |
| 2014 (87-ма) | «Нескорений»                         | Бекі Салліван, Ендрю Декрістофаро                            |
| 2014 (87-ма) | «Хоббіт: Битва п'яти воїнств»        | Брент Бург, Джейсон Кенова                                   |
| 2014 (87-ма) | Найкраще мікшування звуку            |                                                              |
| 2014 (87-ма) | ★ «Одержимість»                      | Крег Манн, Бен Вілкінс та Томас Карлі                        |
| 2014 (87-ма) | «Американський снайпер»              | Джон Рейтц, Ґреґґ Радлофф та Волт Мартін (посмертно)         |
| 2014 (87-ма) | «Бердмен»                            | Джон Тейлор, Френк Монтаньйо та Томас Варга                  |
| 2014 (87-ма) | «Інтерстеллар»                       | Гаррі Різзо, Грег Лендейкер та Марк Вейнгартен               |
| 2014 (87-ма) | «Нескорений»                         | Джон Тейлор, Френк Монтаньйо та Девід Лі                     |
| 2015 (88-ма) | Найкращий звуковий монтаж            | Найкращий звуковий монтаж                                    |
| 2015 (88-ма) | ★ «Шалений Макс: Дорога гніву»       | Марк Мангіні, Девід Вайт                                     |
| 2015 (88-ма) | «Марсіянин»                          | Олівер Тарні                                                 |
| 2015 (88-ма) | «Легенда Г'ю Гласса»                 | Мартін Ернандес, Лон Бендер                                  |
| 2015 (88-ма) | «Сікаріо»                            | Алан Роберт Мюррей                                           |
| 2015 (88-ма) | «Зоряні війни: Пробудження Сили»     | Метью Вуд, Девід Акорд                                       |
| 2015 (88-ма) | Найкраще мікшування звуку            |                                                              |
| 2015 (88-ма) | ★ «Шалений Макс: Дорога гніву»       | Кріс Дженкінс, Ґреґґ Радлофф та Бен Осмо                     |
| 2015 (88-ма) | «Міст шпигунів»                      | Енді Нельсон, Гарі Ридстром та Дрю Кунін                     |
| 2015 (88-ма) | «Марсіянин»                          | Пол Мессі, Марк Тейлор та Мак Рут                            |
| 2015 (88-ма) | «Легенда Г'ю Гласса»                 | Джон Тейлор, Френк Монтаньйо, Ренді Том та Кріс Дустердіек   |
| 2015 (88-ма) | «Зоряні війни: Пробудження Сили»     | Енді Нельсон, Крістофер Скарабосіо та Стюарт Вілсон          |
| 2016 (89-та) | Найкращий звуковий монтаж            | Найкращий звуковий монтаж                                    |
| 2016 (89-та) | ★ «Прибуття»                         | Сільвен Бельмар                                              |
| 2016 (89-та) | «Саллі»                              | Буб Есмен, Алан Роберт Мюррей                                |
| 2016 (89-та) | «Ла-Ла Ленд»                         | Ай Лінг Лі, Мілдред Морган                                   |
| 2016 (89-та) | «З міркувань совісті»                | Роберт Мак-Кензі, Ендрю Райт                                 |
| 2016 (89-та) | «Глибоководний горизонт»             | Вайлі Стейтмен, Рені Тонделлі                                |
| 2016 (89-та) | Найкраще мікшування звуку            |                                                              |
| 2016 (89-та) | ★ «З міркувань совісті»              | Кевін О'Коннелл, Енді Райт, Роберт МакКензі та Пітер Грейс   |
| 2016 (89-та) | «13 годин: Таємні воїни Бенгазі»     | Гарі Саммерс, Джефрі Габуш та Мак Рут                        |
| 2016 (89-та) | «Прибуття»                           | Бернард Гаріепі Стробл та Клауде Ла Гайє                     |
| 2016 (89-та) | «Ла-Ла Ленд»                         | Енді Нельсон, Аі-Лінг Лі та Стів Морров                      |
| 2016 (89-та) | «Бунтар Один. Зоряні Війни. Історія» | Девід Паркер, Крістофер Скарабосіо та Стюарт Вілсон          |
| 2017 (90-та) | Найкращий звуковий монтаж            | Найкращий звуковий монтаж                                    |
| 2017 (90-та) | ★ «Дюнкерк»                          | Річард Кінг, Алекс Гібсон                                    |
| 2017 (90-та) | «Зоряні війни: Останні джедаї»       | Меттью Вуд та Рен Клайс                                      |
| 2017 (90-та) | «Той, хто біжить по лезу 2049»       | Марк Манджині та Тео Грін                                    |
| 2017 (90-та) | «Форма води»                         | Натан Робітейл та Нельсон Феррейра                           |
| 2017 (90-та) | «На драйві»                          | Джуліан Слейтер                                              |
| 2017 (90-та) | Найкраще мікшування звуку            |                                                              |
| 2017 (90-та) | ★ «Дюнкерк»                          | Грег Лендейкер, Гарі Різзо та Марк Вейнгартен                |
| 2017 (90-та) | «На драйві»                          | Джуліан Слейтер, Тім Кавагін та Мері Елліс                   |
| 2017 (90-та) | «Той, хто біжить по лезу 2049»       | Рон Бартлетт, Дуг Гемфілл та Мак Рут                         |
| 2017 (90-та) | «Форма води»                         | Крістіан Кук, Бред Зоерн та Глен Гутіер                      |
| 2017 (90-та) | «Зоряні війни: Останні джедаї»       | Девід Паркер, Майкл Семанік, Рен Кляйс та Стюарт Вілсон      |
| 2018 (91-ша) | Найкращий звуковий монтаж            | Найкращий звуковий монтаж                                    |
| 2018 (91-ша) | ★ «Богемна рапсодія»                 | Джон Воргерст, Ніна Гартстоун                                |
| 2018 (91-ша) | «Чорна Пантера»                      | Бенджамін А. Бертт та Стів Боддекер                          |
| 2018 (91-ша) | «Рома»                               | Серхіо Діас та Скіп Лівсі                                    |
| 2018 (91-ша) | «Перша людина»                       | Ай-Лінг Лі та Мілдред Аятру Морган                           |
| 2018 (91-ша) | «Тихе місце»                         | Ітан ван дер Рін та Ерік Аадаль                              |
| 2018 (91-ша) | Найкраще мікшування звуку            |                                                              |
| 2018 (91-ша) | ★ «Богемна рапсодія»                 | Пол Мессі, Тім Кавагін та Джон Касалі                        |
| 2018 (91-ша) | «Чорна пантера»                      | Стів Боддекер, Брендон Проктор та Пітер Девлін               |
| 2018 (91-ша) | «Перша людина»                       | Джон Тейлор, Френк Монтаньйо, Аі-Лінг Лі та Мері Елліс       |
| 2018 (91-ша) | «Рома»                               | Скіп Лівсей, Крейг Геніґан та Хосе Антоніо Гарсіа            |
| 2018 (91-ша) | «Народження зірки»                   | Том Озаніч, Дін Зунпакік, Джейсон Рудер та Стів Морров       |
| 2019 (92-га) | Найкращий звуковий монтаж            | Найкращий звуковий монтаж                                    |
| 2019 (92-га) | ★ «Аутсайдери»                       | Дональд Сильвестр                                            |
| 2019 (92-га) | «Джокер»                             | Алан Роберт Мюррей                                           |
| 2019 (92-га) | «1917»                               | Олівер Тарні, Рейчел Тейт                                    |
| 2019 (92-га) | «Одного разу в… Голлівуді»           | Вілі Стейтман                                                |
| 2019 (92-га) | «Зоряні війни: Скайвокер. Сходження» | Меттью Вуд, Девід Акорд                                      |
| 2019 (92-га) | Найкраще мікшування звуку            |                                                              |
| 2019 (92-га) | ★ «1917»                             | Марк Тейлор і Стюарт Вілсон                                  |
| 2019 (92-га) | «До зірок»                           | Гері Райдстром, Том Джонсон і Марк Улано                     |
| 2019 (92-га) | «Аутсайдери»                         | Пол Массі, Девід Джаммарко і Стівен А. Морроу                |
| 2019 (92-га) | «Джокер»                             | Том Озаніч, Дін Зупанчич і Тод А. Мейтленд                   |
| 2019 (92-га) | «Одного разу в… Голлівуді»           | Майкл Мінклер, Крістіан П. Мінклер і Марк Улано              |

### 2020-ті
| Рік                                        | Фільм                                                             | Номінації                                                                                        |
| ------------------------------------------ | ----------------------------------------------------------------- | ------------------------------------------------------------------------------------------------ |
| 2020 (93-тя)                               | Найкращий звук                                                    | Найкращий звук                                                                                   |
| 2020 (93-тя)                               | ★ «Звук металу»                                                   | Ніколас Беккер, Хайме Бакшт, Мішель Куттоленк, Карлос Кортес, Філіп Блед                         |
| 2020 (93-тя)                               | «Грейхаунд»                                                       | Воррен Шоу, Майкл Мінклер, Бо Бордерс, Девід Вайман                                              |
| 2020 (93-тя)                               | «Манк»                                                            | Рен Клайс, Джеремі Молод, Девід Паркер, Нейтан Нанс, Дрю Кунін                                   |
| 2020 (93-тя)                               | «Новини світу»                                                    | Олівер Тарні, Майк Прествуд Сміт, Вільям Міллер, Джон Прітчетт                                   |
| 2020 (93-тя)                               | «Душа»                                                            | Рен Клайс, Коя Елліот, Девід Паркер                                                              |
| 2021 (94-та)                               | Найкращий звук                                                    | Найкращий звук                                                                                   |
| 2021 (94-та)                               | ★ Дюна                                                            | Мак Рут, Марк Мангіні, Тео Грін, Даг Хемфілл, Рон Бартлетт                                       |
| 2021 (94-та)                               | «Белфаст»                                                         | Деніз Ярд, Саймон Чейз, Джеймс Мазер, Нів Адірі                                                  |
| 2021 (94-та)                               | «007: Не час помирати»                                            | Саймон Хейс, Олівер Тарні, Джеймс Харрісон, Пол Мессі, Марк Тейлор                               |
| 2021 (94-та)                               | «Вестсайдська історія»                                            | Тод А. Мейтленд, Гері Рідстром, Браян Чамні, Енді Нельсон, Шон Мерфі                             |
| 2021 (94-та)                               | «У руках пса»                                                     | Річард Флінн, Роберт Маккензі, Тара Вебб                                                         |
| 2022 (95-та)                               | Найкращий звук                                                    | Найкращий звук                                                                                   |
| 2022 (95-та)                               | ★ «Найкращий стрілець: Маверік»                                   | Марк Вайнгартен, Джеймс Х. Мазер, Ел Нельсон, Кріс Бердон, Марк Тейлор                           |
| 2022 (95-та)                               | «На західному фронті без змін»                                    | Віктор Прашил, Франк Крузе, Маркус Стемлер, Ларс Гінзел, Стефан Корте                            |
| 2022 (95-та)                               | «Аватар: Шлях води»                                               | Джуліан Ховарт, Гвендолін Йейтс Уіттл, Дік Бернштейн, Крістофер Бойс, Гері Саммерс, Майкл Хеджес |
| 2022 (95-та)                               | «Бетмен»                                                          | Стюарт Вілсон, Вільям Файлз, Дуглас Мюррей, Енді Нельсон                                         |
| 2022 (95-та)                               | «Елвіс»                                                           | Девід Лі, Уейн Пешлі, Енді Нельсон, Майкл Келлер                                                 |
| 2023 (96-та)                               |                                                                   |                                                                                                  |
| ★ «Зона інтересів»                         | Тарн Віллерс, Джонні Берн                                         |                                                                                                  |
| «Творець»                                  | Іан Фогт, Ерік Аадал, Ітан Ван дер Рин, Том Озаніч, Дін Зупанчіч  |                                                                                                  |
| «Маестро»                                  | Річард Кінг, Стів Морроу, Том Озаніч, Джейсон Рудер, Дін Зупанчіч |                                                                                                  |
| «Місія неможлива: Розплата. Частина перша» | Кріс Бердон, Джеймс Х. Мазер, Кріс Манро, Марк Тейлор             |                                                                                                  |
| «Оппенгеймер»                              | Віллі Бертон, Річард Кінг, Гері А. Ріццо, Кевін О'Коннелл         |                                                                                                  |